# Мельпомена Таврії
Міжнародний театральний фестиваль «Мельпомена Таврії» — щорічний театральний міжнародний фестиваль, що проходить у місті Херсон у середині червня. Заснований у 1999 році як I Всеукраїнський фестиваль музичних прем'єр «Мельпомена Таврії». Метою фестивалю є популяризація театру, підйом його авторитету, обмін досвідом між творчими колективами, ознайомлення глядача з музичними театральними прем'єрами і найцікавішими знахідками театрів різних областей України та інших країн.
Організаторами фестивалю є Херсонський обласний академічний музично-драматичний театр імені Миколи Куліша та ТОВ «Фестивальний центр».

## Історія фестивалю
Фестиваль проходить у Херсоні з 1999 року на базі обласного академічного музично-драматичного театру імені Миколи Куліша. Його мета: об'єднання жителів міста, України та інших держав, підвищення туристичної привабливості південного регіону, відкриття нових локацій, популяризація сучасної творчості, демонстрація кращих зразків театрального мистецтва, створення сприятливих умов для культурного обміну.
За роки існування у межах фестивалю було започатковано чимало традицій та створено низку творчих проєктів: театральний карнавал вулицями міста, наради директорів театрів України, Міжнародні режисерські конференції, творчі зустрічі з драматургами, майстер-класи провідних режисерів, літературні симпозіуми, театральний капусник, гала-концерти, присвячені відкриттю і закриттю фестивалю, творчі лабораторії для керівників любительських колективів, виставки театральних художників і вистави.
У фестивалі беруть участь професійні театральні колективи. Їх оцінює експертна рада, у складі якої — українські та закордонні театральні критики, режисери, діячі мистецтва. У фестивальному перегляді журі відзначає кращих акторів, сценографію, музичне і режисерське вирішення вистав тощо. Переможці нагороджуються дипломами.
Статистика за 22 роки існування вражає — у межах «Мельпомени Таврії» відбулося 448 показів вистав 214 театрів з 98 міст та 20 країн світу!

## I фестиваль (1999)
I Всеукраїнський фестиваль музичних прем'єр «Мельпомена Таврії» відбувався з 2 по 4 червня за підтримки «Таврійських Ігор» та Миколи Баграєва. Вистави театрів-учасників проходили одночасно на сцені Херсонського та Миколаївського театрів.
Саме цьогоріч започаткували традиційні вуличні театралізовані дійства, карнавальну ходу та театральний капусник.
Участь у I «Мельпомені Таврії» взяли 7 українських театрів з Києва, Донецька, Львова, Миколаєва та Херсона!
Театри-учасники:
- Київський експериментальний театр, «Dreams», вулична вистава;
- Державний академічний український театр ім. Артема, «За двома зайцями» М. Старицького;
- Київський театр на Липках, «Контрабас» П. Зюскінда;
- Львівський театр «Воскресіння», «Дорога в Дамаск» А. Стрінберга;
- Миколаївський академічний український театр драми та музичної комедії, «Марні зусилля кохання» в. Шекспіра;
- Миколаївський російський драматичний театр ім. Чкалова, «Верона» Г. Горіна;
- Херсонський обласний академічний музично-драматичний театр ім. М.Куліша, «Безумний день або весілля Фігаро» П. Бомарше.

## II фестиваль (2000)
II фестиваль відбувався з 16 по 18 червня. В афіші були представлені 7 вистав 6 українських театрів. Луганський обласний академічний український музично-драматичний театр привіз «Сватання на Гончарівці» Г. Квітки-Основ'яненка, Миколаївський академічний український театр драми та музичної комедії — «Кажан» Й. Штрауса, Донецький Ордена Пошани обласний російський драматичний театр — «Роман про дівчат» В. Висоцького. Виставу «Норовливий» за твором Я. Стельмаха презентував Одеський український музично-драматичний театр ім. В. Василька, а Криворізький приватний театр пластики «Академія Руху» привіз «Квітень у новорічну ніч» Галини Костенко. Приймаюча сторона — театр Куліша — підготувала 2 вистави: «Лісову пісню» Л. Українки про музичну програму «Як козаки жартували».
Святкове закриття фестивалю відбувалося в смт. Лазурне на території пансіонату «Співдружність».

## III фестиваль (2001)
На III Всеукраїнський фестиваль музичних прем'єр було запрошено 10 театрів.
Цьогоріч народилась іще одна традиція — «Вечір знайомств», під час якого колективи театрів спілкувались між собою.
Після III фестивалю республіканські ЗМІ заявили, що Таврія має свою Мельпомену!
Серед інших, у підсумку за високу культуру пластичного рішення філософських проблем у виставі відзначили «Лісову пісню» Лесі Українки, яку презентував на фестивалі Криворізький театр «Академія руху». За високий рівень майстерності відзначили головного диригента Миколаївського академічного українського театру драми та музичної комедії В. Уреса.

## IV фестиваль (2002)
IV Театральний фестиваль «Мельпомена Таврії» відбувався під девізом «Моє місто — мій театр», адже проходив у червні та припадав на свято міста.
Відкривав «Мельпомену» почесний член журі, земляк херсонців, кіноактор Євген Матвєєв.
Фестиваль, який народився у межах «Таврійських Ігор», повністю перейшов у «надійні руки» Херсонського обласного музично-драматичного театру.
Коло колективів-учасників з кожним роком розширювалося. Цьогоріч афіша склаладась із 9 вистав 9 українських театрів. Вдячні за гостинність, театри лозунгували: «Хочемо жити в Херсоні».
Підсумки театрального фестивалю
Члени журі відзначили учасників у таких номінаціях:
- Краща режисура, сценографія, пластичне рішення:
  - «Принцеса Брамбілла» А. Гофмана, Одеський український музично-драматичний театр ім. В. Василька.
- Краще музичне оформлення:
  - А. Шумейко. Вистава «Хелло, Доллі!» Д. Германа, Херсонський обласний академічний музично-драматичний театр ім. М.Куліша.
- Краща чоловіча роль:
  - В. Ячминський. Вистава «Маклена Граса» М. Куліша, Тернопільський український музично-драматичний театр ім. Т. Шевченка.
- Краща жіноча роль:
  - О. Галл-Савальська. Вистава «Хелло, Доллі!» Д. Германа, Херсонський обласний академічний музично-драматичний театр ім. М.Куліша.
- Краща роль другого плану:
  - С. Кияшко. Вистава «Хелло, Доллі!» Д. Германа, Херсонський обласний академічний музично-драматичний театр ім. М.Куліша;
  - О. Мельник. Вистава «Хелло, Доллі!» Д. Германа, Херсонський обласний академічний музично-драматичний театр ім. М.Куліша.

## V фестиваль (2003)
Фестиваль пройшов із 13 по 15 червня та був присвячений 225-й річниці Херсона.
Афіша V «Мельпомени Таврії» складалась із 7 вистав 7 театрів із 3 країн світу: Білорусь, Росія, Україна.
Саме цьогоріч фестиваль набув статусу «Міжнародний»!
Підсумки V фестивалю
Члени журі відзначили учасників у таких номінаціях:
- Краща вистава:
  - «Одруження» М. Гоголь, Черкаський обласний український театр ім. Т. Шевченка (Україна).
- За відкритість у пошуку нової театральної мови:
  - «Одруження» М. Гоголя, Черкаський обласний український театр ім. Т. Шевченка (Україна).
- За творчий підхід в інтерпретації класики:
  - «За двома зайцями» М. Старицького, Народний театр «Пошук» (Лепель, Білорусь).
- За своєрідність підходу до прочитання української драматургії:
  - «Щастя поруч» І. Франка, Одеський український музично-драматичний театр ім. В. Василька (Україна).
- За високу музичну культуру:
  - «Від фольклору до авангарду», Ансамбль Дмитра Покровського (Москва, Росія).
- За рівень вокальної майстерності:
  - «Катерина» Т. Шевченка, Миколаївський академічний український театр драми та музичної комедії (Україна).
- Краща чоловіча роль:
  - Василь Чорношкур. Вистава «Ревізор» М. Гоголя, Херсонський обласний академічний музично-драматичний театр ім. М.Куліша (Україна).
- Краща жіноча роль:
  - Ірина Бубенко. Вистава «Катерина» Т. Шевченка, Миколаївський академічний український театр драми та музичної комедії (Україна);
  - Ірина Калашнікова. «В барабанном переулке» Б. Окуджави, Майстерня театрального мистецтва «Сузір'я» (Україна).
- Краща жіноча роль другого плану:
  - Генрієтта Пташник. Вистава «Ревізор» М. Гоголя, Херсонський обласний академічний музично-драматичний театр ім. М.Куліша (Україна).
- Краща епізодична роль:
  - Світлана Добровольська. Вистава «Ревізор» М. Гоголя, Херсонський обласний академічний музично-драматичний театр ім. М.Куліша (Україна).
- Краща чоловіча роль другого плану:
  - Микола Левченко. Вистава «Ревізор» М. Гоголя, Херсонський обласний академічний музично-драматичний театр ім. М.Куліша (Україна).

## VI фестиваль (2004)
VI «Мельпомена Таврії» тривала з 18 по 20 червня. Фестивальна афіша складалась із 9 вистав 9 театрів із 3 країн світу: Угорщини, Молдови та України.
Цьогоріч Міністр культури і мистецтва України Юрій Богуцький відзначив, що «Мельпомена Таврії» стала важливою та невід'ємною частиною культурного життя незалежної України.
Підсумки театрального фестивалю
Члени журі відзначили учасників у таких номінаціях:
- Краща режисура, Кращий акторський ансамбль, Краще музичне вирішення:
  - «Парнас дибом», Майстерня театрального мистецтва «Сузір'я» (Україна).
- Краща сценографія:
  - «Шельменко — Денщик» Г. Квітки-Основяненка, Херсонський обласний академічний музично-драматичний театр м. М.Куліша (Україна).
- Краща чоловіча роль:
  - Олександр Мельник. Вистава «Шельменко — Денщик» Г. Квітки-Основяненка, Херсонський обласний академічний музично-драматичний театр м. М.Куліша (Україна).
- Краща жіноча роль:
  - Хелгі Колті. Вистава «Терцет» А. Форгача, Театр Шандора Петефі та Літній театр (Веспрем, Угорщина).
- Краща епізодична роль:
  - Лариса Бойко. Вистава «Поминальна молитва», Кримський академічний російський драматичний театр ім. Горького (Україна).
- За втілення європейської драматургії:
  - «Колишні справи», Театр «Колесо» (Україна).
- За втілення сучасної української драматургії:
  - «Нелегалка» А. Крима, Миколаївський академічний український театр драми та музичної комедії (Україна).
- За експериментаторство:
  - «Хулія славлю» М. Куліша, Театр — 19 (Україна).
- За втілення ідей гуманізму та доброти:
  - «Поминальна молитва», Кримський академічний російський драматичний театр ім. Горького (Україна).
- За поетичне розкриття теми кохання:
  - «Безіменна зірка», Державний театр драми і комедії ім. Н. Аронецької (Тирасполь, Молдова).
- Дебют фестивалю:
  - Тарас Сидь. Вистава «Шельменко — Денщик» Г. Квітки-Основяненка, Херсонський обласний академічний музично-драматичний театр м. М.Куліша (Україна).

## VII фестиваль (2005)
«Мельпомена Таврії» тривала із 15 по 19 червня. 

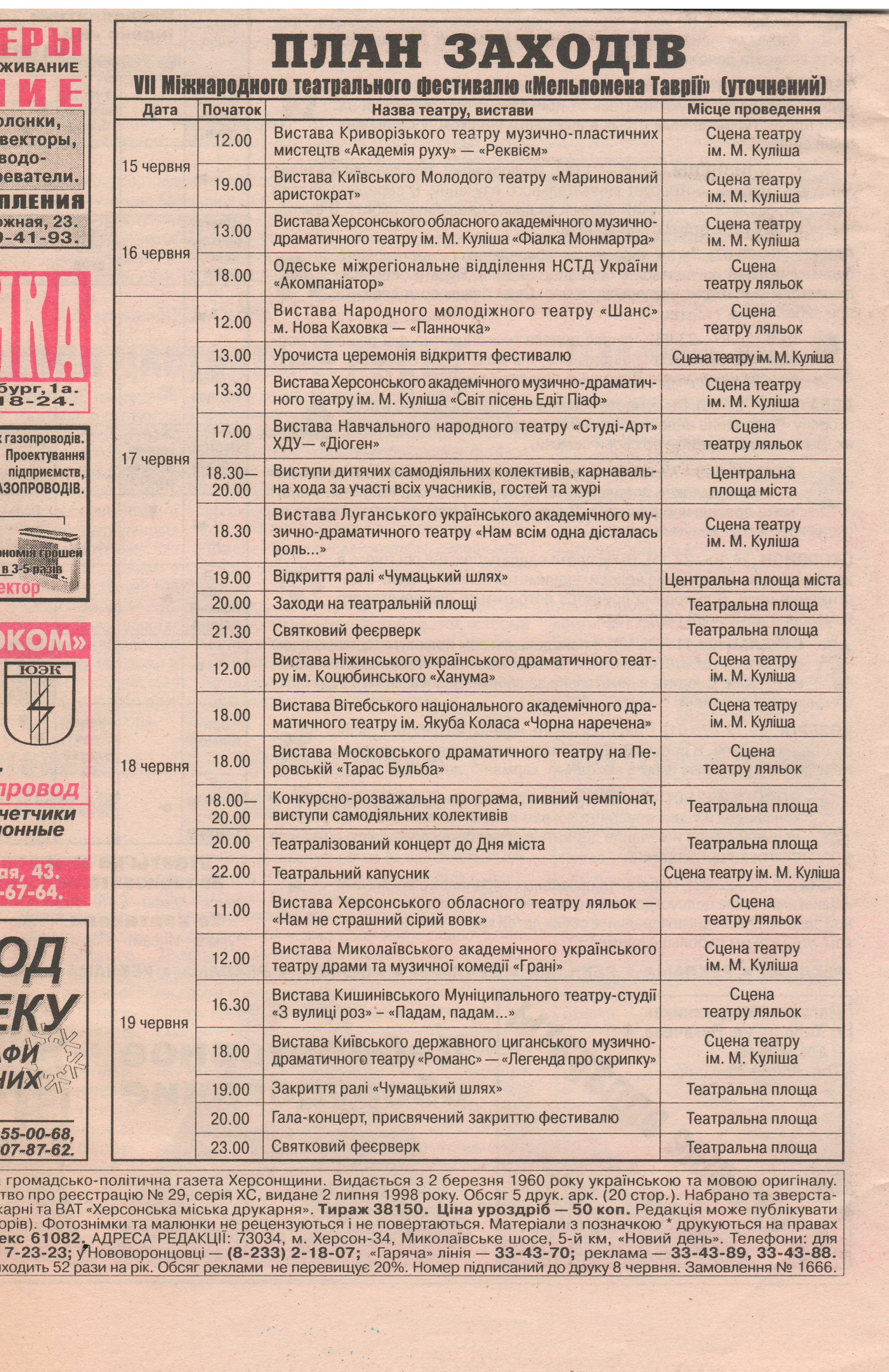
Програма фестивалю у 2005 році. Надрукована в газеті «Новий день» від 09.06.2005 р.

Фестивальна афіша складалася з 14 вистав 13 театрів. Їх презентували трупи із 4 країн світу: Молдова, Білорусь, Росія та Україна.
Преса у своїх новинах зазначила, що фестиваль зробив Херсон театральною столицею.
Підсумки VII «Мельпомени Таврії»
Члени журі відзначили учасників у таких номінаціях:
- За виразність пластичного образу:
  - В. Власова. Вистава «Реквієм», Криворізький театр музично-пластичних мистецтв «Академія руху» (Україна).
- За подвижництво в розвитку театру малих форм:
  - Ю. Невгамовний. «Акомпаніатор» М. Мітуа, Одеське міжрегіональне відділення НСТД України (Україна).
- За рішення музичного образу спектакля:
  - Р. Рубльова й О. Костродуб. Вистава «Світ пісень Едіт Піаф», Херсонський обласний академічний музично-драматичний театр м. М.Куліша (Україна).
- За розширення жанрів палітри театру:
  - «Грані» А. Бердичева, Миколаївський академічний український театр драми та музичної комедії (Україна).
- За своєрідне режисерське прочитання п'єси:
  - «Падам, падам» І. Гріншпун, Кишинівський муніципальний театр-студія «З вулиці Роз».
- За вагомий внесок у розвиток фестивального руху в Україні:
  - О. Книга. Херсонський обласний академічний музично-драматичний театр ім. М.Куліша (Україна).
- За вагомий внесок у розвиток музично-драматичного театру:
  - І. Крикунов (виконавець головної ролі, постановник і автор). «Легенда про скрипку», Київський державний циганський музично-драматичний театр «Романс» (Україна).
- За активну участь у фестивалі «Мельпомена Таврії»:
  - Навчальний народний молодіжний центр «Шанс». Вистава «Панночка» Н. Садура (Україна);
  - Луганський обласний академічний український музично-драматичний театр. «Нам всім одна дісталась роль…» Б. Рацера, В. Константинова (Україна);
  - Ніжинський український драматичний театр ім. М. Коцюбинського. Вистава «Ханума» А. Цагарелі (Україна);
  - Херсонський обласний театр ляльок. Вистава «Нам не страшен серый волк» (Україна);
  - Московський драматичний театр на Перовській. Вистава «Тарас Бульба» М. Гоголя (Москва, Росія).

## VIII фестиваль (2006)
VIII «Мельпомена Таврії» відбувалася з 12 по 18 червня. Фестивальна афіша складалась із 17 вистав. Їх презентували творчі колективи із 4 країн світу: Молдова, Білорусь, Росія та Україна.
Родзинкою фестивалю було те, що протягом тижня на базі театру Куліша працював консультативний пункт для майбутніх абітурієнтів Київського університету театру, кіно і телебачення.
Цьогоріч засновника «Мельпомени Таврії» Олександра Книгу нарекли «Хрещеним батьком» фестивалю.
Підсумки театрального фестивалю
Члени журі відзначили учасників у таких номінаціях:
- За кращу виставу фестивалю:
  - «У джазі тільки дівчата» Б. Вайлдера, Донецький обласний академічний український музично-драматичний театр ім. Артема (Україна).
- За режисуру вистави «Патетична соната»:
  - Олег Мосійчук. Вистава «Патетична соната» М. Куліша, Тернопільський український музично-драматичний театр ім. Т. Шевченка (Україна).
- За режисуру вистави «GSP»:
  - Ігор Славинський. Вистава «GSP» Г. Стейта-Парквея, Миколаївський академічний український театр драми та музичної комедії (Україна).
- За вдалий режисерський дебют, постановку вистави «Boa — constrictor»:
  - Максим Голенко. Вистава «Boa — constrictor» І. Франка, Коломийський обласний український драматичний театр (Україна).
- За сценографію вистави:
  - Степан Зограбян. Вистава «ТРОЙКАСЕМЕРКАТУЗ» О. Пушкіна, Кишинівський муніципальний театр-студія «З вулиці Роз» (Кишинів, Молдова).
- За музично-пластине рішення вистави:
  - Наркас Іскандарова. Вистава «Пел соловей, сирень цвела» О. Сєліна, Московський Новий драматичний театр (Москва, Росія).
- За художню цілісність вистави:
  - «Не покидай меня» О. Дудаєва, Московський драматичний театр на Перовській (Москва, Росія).
- За творчий пошук у виставі:
  - Світлана Лебедєва. Вистава "Кабаре «Бухенвальд» В. Клима, Запорізький муніципальний театр-лабораторія «VIE» (Україна).
- За сценічне втілення глибин слов'янської душі:
  - Ігор Сігов. Вистава «Адвєчна пєсня» Я. Купала, Республіканський театр білоруської драматургії (Мінськ, Білорусь).
- За втілення творів Тараса Шевченка засобами пластики у виставі «Безсоння»:
  - Олександр Бєльський. Вистава «Безсоння» Т. Шевченка, Криворізький театр музично-пластичних мистецтв «Академія руху» (Україна).
- За роль Джека у виставі «GSP»:
  - Максим Руденко. Вистава «GSP» Г. Стейта-Парквея, Миколаївський академічний український театр драми та музичної комедії (Україна).
- За роль лейтенанта Михальова:
  - В'ячеслав Трушаков. Вистава «Не покидай меня» О. Дудаєва, Московський драматичний театр на Перовській (Москва, Росія).
- За роль Дафні:
  - Михайло Криштань. Вистава «У джазі тільки дівчата» Б. Вайлдера, Донецький обласний академічний український музично-драматичний театр ім. Артема (Україна).
- За роль Жозефіни:
  - Андрій Романій. Вистава «У джазі тільки дівчата» Б. Вайлдера, Донецький обласний академічний український музично-драматичний театр ім. Артема (Україна).
- За акторський ансамбль у виставі «Адвєчна пєсня»:
  - «Адвєчна пєсня» Я. Купала, Республіканський театр білоруської драматургії (Мінськ, Білорусь).

## IX фестиваль (2007)
IX Міжнародний театральний фестиваль «Мельпомена Таврії» відбувався з 10 по 17 червня. Протягом цього часу було показано 21 виставу колективів 20 театрів із 4 країн світу: Молдови, Польщі, Росії та України.
14-15 червня у межах «Мельпомени Таврії» пройшов II Міжнародний театральний симпозіум «Література — театр — суспільство».
Підсумки IX фестивалю
Традиційно журі очолив член-кореспондент Національної академії мистецтв України Ростислав Коломієць. Працювали дві команди: професіонали та журналісти. Вони відзначили учасників у таких номінаціях:
- За кращу виставу:
  - Режисер Олег Мішуков. Вистава «Вовки і вівці» О. Островського, Херсонський обласний академічний музично-драматичний театр ім. М.Куліша (Україна).
- Краща вистава (журналістське журі):
  - «Оскар і Пані Роза» Є. Шмітта, TEATR SLASKI im. Stanislawa Wyspianskiego (Катовиці, Польща).
- Вистава — легенда:
  - «Синій автомобіль» Я. Стельмаха, Київський академічний Молодий театр (Україна).
- За кращу режисеру:
  - Андрій Білоус. Вистава «Чарівниця» І. Карпенка-Карого, Миколаївський академічний український театр драми та музичної комедії.
- За кращу сценографію:
  - Борис Орлов. Вистава «Чарівниця» І. Карпенка-Карого, Миколаївський академічний український театр драми та музичної комедії.
- За краще музичне рішення вистави:
  - Андрій Курій. Вистава «Чарівниця» І. Карпенка-Карого, Миколаївський академічний український театр драми та музичної комедії.
- За кращу чоловічу роль:
  - Володимир Орел. Вистава «Сторож» Г. Пинтера, Тюменський міський драматичний театр (Тюмень, Росія).
- Краща чоловіча роль (журналістське журі):
  - Олександр Вертинський. Вистава «Синій автомобіль» Я. Стельмаха, Київський академічний Молодий театр (Україна).
- За кращу жіночу роль:
  - Лариса Кадирова. Вистава «Сара Бернар. Наперекір всьому» З. Хшановського, Національний академічний драматичний театр ім. І. Франка (Україна).
- Краща жіноча роль (журналістське журі):
  - Олена Галл-Савальська. Вистава «Вовки і вівці» О. Островського, Херсонський обласний академічний музично-драматичний театр ім. М.Куліша. (Україна)
- За роль Джулії:
  - Валентина Дронова. Вистава «Між небом і землею» І. Афанасьєва, Херсонський обласний академічний музично-драматичний театр ім. М.Куліша (Україна).
- За кращий акторський дует:
  - Аліна Шешельська та Марек Рашон. Вистава «Оскар і Пані Роза» Є. Шмітта, TEATR SLASKI im. Stanislawa Wyspianskiego (Катовиці, Польща).
- За творчу експресію виконавців:
  - «Квартет на двох» А. Крима, Ніжинський український драматичний театр ім. Коцюбинського (Україна).
- За збереження та популяризацію національних театральних традицій:
  - «Гуцульський рік» Г. Хноткевича, Коломийський обласний український драматичний театр (Україна).
- За збереження традицій психологічного театру:
  - «Справжній чоловік» Т. Дорста, Київський національний академічний театр російської драми ім. Л. Українки (Україна).
- За внесок у розвиток вітчизняної пластичної школи:
  - «Камінний хрест» В. Стефаника, Криворізький театр музично-пластичних мистецтв «Академія руху» (Україна).
- За спробу сценічного втілення комедії Мольєра у жанрі мюзиклу:
  - «Міщанин у дворянстві» Ж. Мольєра, Луганський обласний академічний український музично-драматичний театр (Україна).
- За популяризацію сучасної української драматургії:
  - «Сватання в Мар'янівці» В. Канівця, Севастопольський міський театр для дітей та молоді (Україна).
- За збереження традицій класичного мюзиклу:
  - «Моя чарівна леді» А. Лернера, Київський академічний театр оперети (Україна).
- За культуру сценічного мовлення:
  - «Тартюф» Ж. Мольєра, Чернігівський обласний молодіжний театр (Україна).
- За високий художній рівень, майстерність та професіоналізм:
  - «Ми твої, Вкраїно, козаки», Луганський театр пісні і танцю «Легенда» (Україна).
- За ствердження гуманістичних ідеалів:
  - «Звір» М. Гіндіна, Новий Московський драматичний театр (Москва, Росія).
- За ствердження морально-етичних цінностей:
  - «Дуже проста історія» М. Ладо, Кишинівський муніципальний театр «З вулиці Роз» (Кишинів, Молдова).
- За творчий пошук:
  - «Останній Дон Жуан» Е Радзинського, Київський циганський драматичний театр «Романс» (Україна).

## X фестиваль (2008)
X, ювілейна, «Мельпомена Таврії» відбувалась 10 днів — із 15 по 22 червня.
Фестивальна афіша складалась із 17 вистав. «Мельпомена» зібрала театри із 5 країн світу: України, Росії, Білорусі, Молдови та вперше — Латвії.
За словами організаторів, фестиваль був одним із найбільш «зіркових» за всю історію існування. До Херсона водночас завітали театральні та естрадні діячі: Сергій Гармаш, Богдан Бенюк, Анатолій Хостікоєв, Раду Поклітару, Ірма Вітовська, брати Пономаренко, Олег Ємцев, Ірина Шинкарук, гурти «Арс-Нова» і «Бряц-Бенд» тощо.
Підсумки театрального фестивалю
Працювали два склади журі: професійне та журналістське. Вони відзначили:
- Краща вистава:
  - «Жінки Бергмана» М. Рудковського, Республіканський театр білоруської драматургії (Мінськ, Білорусь).
- Краща вистава (журналістське журі):
  - «Дощ», «Болеро», Театр сучасного танцю «Київ модерн балет» (Україна);
  - «Жінки Бергмана» М. Рудковського, Республіканський театр білоруської драматургії (Мінськ, Білорусь).
- Кращий продюсерський проект:
  - Олександр Книга та Анатолій Муттер. «Клон» О. Солода, Спільний проект Херсонського обласного академічного музично-драматичного театру ім. М. Куліша і продюсерського центр «Панама» (Україна-Росія).
- За творчий пошук:
  - Сергій Павлюк. Вистава «Таємниця літаючої жінки» М. Вішнека, Херсонський академічний музично-драматичного театр ім. М.Куліша (Україна).
- Краща хореографія:
  - Раду Поклітару. «Дощ», «Болеро», Театр сучасного танцю «Київ модерн балет» (Україна).
- Краща чоловіча роль:
  - Микола Григоренко. Вистава «Украдене щастя» І. Франка, Миколаївський академічний театр драми та музичної комедії (Україна).
- Краща чоловіча роль (журналістське журі):
  - Олександр Мельник. Вистава «Таємниця літаючої жінки» М. Вішнека, Херсонський обласний академічний музично-драматичного театр ім. М.Куліша (Україна).
- Краща жіноча роль, Краща жіноча роль (журналістське журі):
  - Олена Галл-Савальська. «Два серця» О. Образцова, Херсонський обласний академічний музично-драматичного театр ім. М.Куліша (Україна).
- За виконану роль:
  - Вадим Гнідаш. Вистава «Червоні вітрила» О. Гріна, Херсонський обласний академічний музично-драматичний театр ім. М.Куліша (Україна);
  - Олеся Колодницька. Вистава «Червоні вітрила» О. Гріна, Херсонський обласний академічний музично-драматичний театр ім. М.Куліша (Україна).
- Кращий акторський дует (журналістське журі):
  - Ірина Єгорова та Юрій Сафронов. Вистава «Всі люди кішки» М. Заліте, Ризький російський театр ім. Чехова (Латвія).
- Симпатія журі:
  - «Ми твої, Україно, козаки», Луганський театр пісні і танцю «Легенда» (Україна).

## XI фестиваль (2009)
XI «Мельпомена Таврії» відбувалась із 27 по 31 травня та була присвячена 200-річчю з Дня народження Миколи Гоголя.
Фестивальна афіша складалась із 16 вистав. На «Мельпомену» завітали театральні колективи із 3 країн світу: Росія, Україна та вперше — Румунія.
Під час фестивалю пройшло засідання режисерів та було прийнято рішення створити Режисерську асоціацію України.
Підсумки XI фестивалю
Члени журі відзначили учасників у таких номінаціях:
- Краща камерна вистава:
  - «Бути» А. Казанчана, моновистава народної артистки України Лариси Кадирової (Україна).
- Краща сценографія:
  - Сергій та Наталка Ридванецькі. За вистави «Вій» М. Гоголя (Коломийський академічний український драматичний театр) та «Страшна помста» М. Гоголя (Херсонський обласний академічний музично-драматичний театру ім. М. Куліша).
- Висока вокально-хореографічна культура:
  - «Різдвяні вечори», Луганський театр пісні і танцю «Легенда» (Україна).
- Краще музичне втілення:
  - Ружена Рубльова. Вистава «Страшна помста» М. Гоголя, Херсонський обласний академічний музично-драматичний театру ім. М. Куліша (Україна).
- Краще пластичне вирішення:
  - Ольга Семьошкіна. Вистава «Вій» М. Гоголя, Коломийський академічний український драматичний театр (Україна).
- Краща хореографія та постановка сценічних боїв:
  - Володимир Оніщенко. Вистава «Тарас Бульба» М. Гоголя, Луганський обласний академічний український музично-драматичний театр (Україна).
- Краща образно-пластина режисура:
  - Олександр Бєльський. Вистава «Шинель» М. Гоголя, Криворізький театр музично-пластичних мистецтв «Академія Руху» (Україна).
- Краща чоловіча роль:
  - Андрій Івасіх. Вистава «Шинель» М. Гоголя, Криворізький театр музично-пластичних мистецтв «Академія Руху» (Україна);
  - Петро Чичук. Вистава «Вій» М. Гоголя, Коломийський академічний український драматичний театр (Україна).
- Краща чоловіча роль другого плану:
  - Євген Гамаюнов. Вистава «Страшна помста» М. Гоголя, Херсонський обласний академічний музично-драматичний театру ім. М. Куліша (Україна).
- Краща жіноча роль другого плану:
  - Ольга Шаламова. Вистава «Дюймовочка» Г. Х. Андерсена, Херсонський обласний театр ляльок (Україна).
- Кращий акторський ансамбль:
  - «Історія коня, холстомір» Л. Толстого, Театр ATENEU TATARASI (Ясси, Румунія).
- Вагомий внесок у розвиток театрального мистецтва:
  - Михайло Голубович. Вистава «Тарас Бульба» М. Гоголя, Луганський обласний академічний український музично-драматичний театр (Україна).
- Розширення жанрової палітри:
  - «Айседора Дункан» А. Бедичева, Миколаївський академічний театр драми та музичної комедії (Україна).
- Дебют на фестивалі:
  - «Мамочки» В. Зуєва, Мурманський народний самодіяльний драматичний театр «Комедіограф» (Мурманськ, Росія).
- Гран-прі:
  - «Тарас Бульба» М. Гоголя, Луганський обласний академічний український музично-драматичний театр (Україна).

## XII фестиваль (2010)
XII «Мельпомена Таврії» відбувалась із 25 по 31 травня. Фестивальна афіша складається з 21 вистави. На «Мельпомену таврії» завітали учасники із 7 країн світу: Молдова, Угорщина, Білорусь, Польща, Румунія, Росія, Україна.
Цього року на офіційному рівні було започатковано робочі наради директорів театрів України та зустрічі режисерів і драматургів країн СНД. Заходи отримали підтримку на рівні Міністерства культури України.
На фестивалі працювало два склади журі: професійне та журналістське.
Підсумки фестивалю
Члени журі відзначили учасників у таких номінаціях:
- Краща вистава:
  - «Одруження» М. Гоголя, Драматичний театр ім. Йокая (Бекешчаба, Угорщина).
- Краща камерна вистава (журналістське журі), Краща камерна вистава:
  - «Небо в алмазах» А. Чехова, Республіканський театр білоруської драматургії (Мінськ, Білорусь).
- Краща сценографія, Краща сценографія (журналістське журі):
  - Володимир Карашевський. Вистава «Одруження» М. Гоголя, Драматичний театр ім. Йокая (Бекешчаба, Угорщина).
- Краще художнє оформлення вистави:
  - Алла Лактіонова. Вистава «Чайка» А. Чехова, Миколаївський академічний театр драми та музичної комедії (Україна).
- Краще музичне рішення:
  - Гурт «Город неспящих». Вистава «Жаба» С. Павлюка, Херсонський обласний академічний музично-драматичний театру ім. М. Куліша (Україна).
- Краще музичне втілення (журналістське журі):
  - Вікторія Васалатій. Вистава «Едіт Піаф» Ю. Рибчинського, Національний академічний український драматичний театр ім. І.Франка (Україна).
- Краще пластичне рішення вистави:
  - «Іван Турбінке» І. Крянге, Театр «Міхай Емінеску» (Ботошані, Румунія).
- Послідовність творчого пошуку в мистецтві пластичного театру:
  - «Голос землі», Криворізький театр музично-пластичних мистецтв «Академія Руху» (Україна).
- Краща чоловіча роль:
  - Павло Чирва. Вистава «Чайка» А. Чехова, Миколаївський академічний театр драми та музичної комедії (Україна).
- Краща чоловіча роль (журналістське журі), Краща чоловіча роль у камерній виставі:
  - Віталій Бондарєв. Вистава «Теза з нашого двору» О. Канєвський, Театр Одеського розливу «Ланжеронь» (Україна).
- Краща жіноча роль (журналістське журі), Краща жіноча роль:
  - Тетяна Міхіна. Вистава «Едіт Піаф» Ю. Рибчинського, Національний академічний український драматичний театр ім. І.Франка (Україна).
- Краща жіноча роль у камерній виставі:
  - Людмила Сидаркевич. Вистава «Небо в алмазах» А. Чехова, Республіканський театр білоруської драматургії (Мінськ, Білорусь).
- Краща чоловіча роль другого плану:
  - Віталій Бондарєв. Вистава «Полонені духи» Братів Преснякових, Харківський центр сучасного мистецтва «Нова сцена» (Україна).
- Краща чоловіча роль другого плану (журналістське журі):
  - Анатолій Гаврюшенко. Вистава «Вишневий сад» А. Чехова, Рівненський драматичний театр (Україна).
- Краща жіноча роль другого плану (журналістське журі):
  - Олена Галл-Савальська. Вистава «Гамлет» В. Понізова, Херсонський обласний академічний музично-драматичний театру ім. М. Куліша (Україна).
- Кращий дебют:
  - Євген Гамаюнов. Вистава «Жаба» С. Павлюка, Херсонський обласний академічний музично-драматичний театру ім. М. Куліша (Україна).
- Дебют на фестивалі (журналістське журі):
  - Галина Дягілєва. Вистава «Зачекай, сонце!» Н. Мацяша, Л. Костенко, Білоруський поетичний театр одного актора «Зьніч» (Мінськ, Білорусь).
- Кращий акторський дует:
  - Василь Скіданов та Володимир Ільїн. Вистава «Сиротливий захід» М. МакДонаха, Театр «У моста» (Перм, Росія).
- Кращий акторський ансамбль (журналістське журі):
  - «Іван Турбінке» І. Крянге, Театр «Міхай Емінеску» (Ботошані, Румунія).
- Гран-прі (журналістське журі):
  - «Сиротливий захід» М. МакДонаха, Театр «У моста» (Перм, Росія).

## XII+I фестиваль (2011)
Оргкомітет «Мельпомени» вирішив не проводити 13-й фестиваль, натомість зробили 12+1. Він відбувався з 22 по 29 травня.
Фестивальна карта складалась із 25 вистав. До Херсона приїхали театральні колективи із 5 країн світу: Молдова, Румунія, Білорусь, Росія, Україна.
Окрім вистав, проходили гала-концерти, карнавальна хода, ярмарок майстрів народної творчості, виступи оркестру та театру живої скульптури.
Цьогоріч відбулась третя конференція Режисерської асоціації України.
На фестивалі працювало два склади журі: професійне та журналістське.
Підсумки театрального фестивалю
Члени журі відзначили учасників у таких номінаціях:
- Краща вистава:
  - «Нація» М. Матіос, Івано-Франківський академічний обласний український музично-драматичний театр ім. І.Франка (Україна).
- Естетично переконливе втілення актуальної історико — національної тематики (журналістське журі):
  - «Нація» М. Матіос, Івано-Франківський академічний обласний український музично- драматичний театр ім. І.Франка (Україна).
- Краща камерна вистава:
  - «Щуролов» О. Гріна, Київський театр «Вільна сцена» (Україна).
- Краща камерна вистава (журналістське журі):
  - «Щуролов» О. Гріна, Київський театр «Вільна сцена» (Україна);
  - «Остання ніч в Мадриді», Театр Ежена Іонеско (Кишинів, Молдова).
- «Краща комедійна вистава» (журналістське журі):
  - «Фальстафф шоу» В. Шекспіра, Національний театр ім. «Vasile Alecsandri» (Ясси, Румунія).
- Краща режисура:
  - Сергій Павлюк. «Калігула» А. Камю, Рівненський обласний академічний український музично-драматичний театр (Україна).
- Режисерський пошук яскравих виражальних засобів (журналістське журі):
  - «Калігула» А. Камю, Рівненський обласний академічний український музично-драматичний театр (Україна).
- Образно-пластичне вирішення (журналістське журі):
  - «Шинель» М. Гоголя, Полтавський академічний обласний український музично-драматичний театр ім. М. В. Гоголя (Україна).
- Відкриття фестивалю:
  - Влада Бєлозоренко. Вистава «Розмова, якої не було» Р. Білецького, Херсонський обласний академічний музично-драматичний театру ім. М.Куліша (Україна).
- Режисерський дебют (журналістське журі):
  - Влада Бєлозоренко. Вистава «Справа №…» Ф. Достоєвського, Херсонський обласний академічний музично-драматичний театр ім. М. Куліша (Україна).
- Краща чоловіча роль:
  - Сергій Детюк. Вистава «Все, нарешті!» П. Туріні, Запорізький муніципальний театр-лабораторія «VIE» (Україна);
  - Даніель Бусуйок. Вистава «Фальстафф шоу» В. Шекспіра, Національний театр ім. «Vasile Alecsandri» (Ясси, Румунія);
  - Сергій Кияшко. Вистава «Справа №…» Ф. Достоєвського, Херсонський обласний академічний музично-драматичний театр ім. М. Куліша (Україна).
- Краща чоловіча роль (журналістське журі):
  - Денис Паршин. Вистава «Чайка» А. Чехова, Республіканський театр білоруської драматургії (Мінськ, Білорусь).
- Краща жіноча роль:
  - Катерина Леонова. «Зізнання в коханні» Кліма, Центр сучасного мистецтва «Нова сцена» (Україна).
- Краща жіноча роль (журналістське журі):
  - Світлана Романова. Вистава «Пікова дама» О. Пушкіна, Казанський академічний російський Великий драматичний театр ім. В.Качалова (Казань, Росія).
- Краща чоловіча роль другого плану:
  - Сергій Мельников. Вистава «Каліка з острова Інішмаан» М. МакДонаха, Пермський театр «У Моста» (Перм, Росія);
  - Богдан Бенюк. Вистава «Буря» В. Шекспіра, Київський Національний академічний драматичний театр ім. І. Франка (Україна).
- Краща чоловіча роль другого плану (журналістське журі):
  - Сергій Шимко. Вистава «Чайка» А. Чехова, Республіканський театр білоруської драматургії (Мінськ, Білорусь).
- Краща жіноча роль другого плану:
  - Марина Бабошина. Вистава «Каліка з острова Інішмаан» М. МакДонаха, Пермський театр «У Моста» (Перм, Росія);
- Кращий акторський ансамбль:
  - «Чайка» А. Чехова, Республіканський театр білоруської драматургії (Мінськ, Білорусь).
- Високий рівень театральної культури та кращий акторський ансамбль (журналістське журі):
  - «Чайка» А. Чехова, Республіканський театр білоруської драматургії (Мінськ, Білорусь).
- За оригінальну сценічну інтерпретацію драматургії В. Шекспіра:
  - «Буря» В. Шекспіра, Київський Національний академічний драматичний театр ім. І. Франка (Україна).
- Освоєння класичної драматургії (журналістське журі):
  - «Буря» В. Шекспіра, Київський Національний академічний драматичний театр ім. І. Франка (Україна).
- Акторський дебют (журналістське журі):
  - Іван Безсмолий. «Розмова, якої не було» Р. Білецького, Херсонський обласний академічний музично-драматичний театру ім. М.Куліша (Україна).
- Кращий акторський дует (журналістське журі):
  - Віталій Бондарєв та Олег Власов. Вистава «Загадкові варіації» Е. Шмітта, Театр Одеського розливу «Ланжеронь» (Україна).
- Гран-прі:
  - «Наталка-Полтавка» І. Котляревського, Миколаївський академічний український театр драми та музичної комедії (Україна).
- Гран-прі (журналістське журі):
  - «Каліка з острова Інішмаан» М. МакДонаха, Пермський театр «У Моста» (Перм, Росія).

## XIV фестиваль (2012)
XIV «Мельпомена Таврії» відбувалась із 20 по 27 травня.
У межах фестивалю представили 21 виставу. Долучилися театральні колективи з 5 країн світу: Білорусь, Молдова, Азербайджан, Росія та Україна.
Підсумки XIV фестивалю
Експертна рада відзначила учасників у таких номінаціях:
- Краща вистава:
  - «Король Лір» В. Шекспіра, Володимирський академічний обласний драматичний театр (Володимир, Росія).
- Краща камерна вистава:
  - «Льовушка» А. Крима, Київський академічний драматичний театр на Подолі (Україна).
- Краща моновистава:
  - «Матки-души» О. Луненок, Центр документальної п'єси VERBATIM (Україна).
- За плідну співпрацю, творчість та високу акторську майстерність:
  - «Янка Купала. Круги рая» С. Науменка, Республіканський театр білоруської драматургії (Мінськ, Білорусь);
  - «Одруження» М. Гоголя, Пермський театр «У моста» (Перм, Росія).
- За авторську інтерпретацію:
  - «Бенкет під час чуми» О. Пушкіна, Криворізький академічний театр музично-пластичних мистецтв «Академія Руху» (Україна).
- Краща сценографія:
  - Алла Локтіонова. Вистава «Макбет» В. Шекспіра, Миколаївський український академічний театр драми та музичної комедії (Україна).
- Краща режисура:
  - Сергій Павлюк. Вистава «На великій дорозі» А. Чехова, Херсонський обласний академічний музично-драматичний театр ім. М.Куліша (Україна).
- Краща чоловіча роль:
  - Руслан Вишнивецький. Вистава «На великій дорозі» А. Чехова, Херсонський обласний академічний музично-драматичний театр ім. М.Куліша (Україна).
- Краща жіноча роль:
  - Наталія Кузнєцова. Вистава «Запев Мадонни з Пінеги» Ф. Абрамова, «Школа сучасного театру» (Нижній Новгород, Росія);
  - Нігяр Гасанзаде. «Алі і Ніно» К. Саіда, Бакинський муніципальный театр (Баку, Азербайджан).
- Краща епізодична роль:
  - Євген Гамаюнов. Вистава «На великій дорозі» А. Чехова, Херсонський обласний академічний музично-драматичний театр ім. М.Куліша (Україна).
- Гран-прі:
  - «Грек Зорба» Н. Казантакіса, Київський національний драматичний театр ім. І.Франка (Україна).

## XV фестиваль (2013)
XV, ювілейна, «Мельпомена Таврії» відбувалась із 24 травня по 2 червня. На фестивалі було представлено 31 виставу театральних колективів з 12 країн світу (рекорд фестивалю!). А саме, з України, Росії, Білорусі, Придністров'я, Румунії, Португалії, Латвії, Литви, Угорщини, Грузії, Ізраїлю та Франції.
Цьогоріч вистави показували на незвичних локаціях: просто неба, на берегу Дніпра, серед лісу тощо.
Підсумки театрального фестивалю
Експертна рада відзначила:
- За сміливість та неординарність режисерського рішення у виставі «Вишневий сад»:
  - «Вишневий сад» А. Чехова, Львівський академічний духовний театр «Воскресіння» (Україна).
- За різножанровість палітри та високий рівень вистав:
  - «Біндюжник і король» І. Бабеля, Державний театр для дітей та юнацтва «Свободное пространство» (Орел, Росія).
- За високий професіоналізм у пластичній виставі «Криваве весілля»:
  - «Криваве весілля» Ф. Гарсія Лорки, Державний музичний театр (Клайпеда, Литва).
- За національний колорит і жагу до життя:
  - «Адвєчна пєсня» Я. Купали, Республіканський театр білоруської драматургії (Мінськ, Білорусь).
- За сміливість втілення некомерційного творчого міжнародного проекту:
  - «Діди» А. Міцкевича, «Театр Ч» (Мінськ, Білорусь).
- За роль Джиммі у виставі «Продавець дощу»:
  - Сергій Михайловський. Вистава «Продавець дощу» Р. Неша, Херсонський обласний академічний музично-драматичний театр ім. М. Куліша (Україна).
- За роль Віри Миколаївни у моновиставі «Гранатовий браслет»:
  - Крістіна Клетнієце. Вистава «Гранатовий браслет» І. Купріна, Міжнародний театральний фестиваль моновистав ZVAIGZNE (Рига, Латвія).
- За високу акторську майстерність у моновиставі «Стара жінка висиджує»:
  - Лариса Кадирова. Моновистава «Стара жінка висиджує» Т. Ружевич, Національний академічний драматичний театр ім. Івана Франка (Україна).
- За багатогранність таланту у створенні грандіозного проекту «Граф Монте-Крісто»:
  - Дьєрдь Сомор. Вистава «Граф Монте-Крісто» О. Дюми, Драматичний театр ім. Йокая (Бекешчаба, Угорщина).
- За роль Мерседес у виставі «Граф Монте-Крісто»:
  - Петра Губік. Вистава «Граф Монте Крісто» О. Дюми, Драматичний театр ім. Йокая (Бекешчаба, Угорщина).
- За роль у моновиставі «Курча з абетки»:
  - Алмаз Аміров. «Курча з абетки» А. Ківіряхка, Башкірський державний академічний театр драми ім. Мажита Гафурі (Уфа, Росія).
- За неперевершене втілення режисерського задуму:
  - Дмитро Богомазов. «MORITURI TE SALUTANT, або У нас все свято» В. Стефаника, Київський національний драматичний театр ім. І.Франка (Україна).
- За повернення на рідну Херсонську сцену у яскравому образі Тьоті Моті:
  - Олена Хохлаткіна. Вистава «Тьотя Мотя прієхала…» М. Куліша, Донецький національний академічний український музично-драматичний театр (Україна).
- За сценографію до вистави «Тьотя Мотя прієхала…»:
  - Андрій Романченко. Вистава «Тьотя Мотя прієхала…» М. Куліша, Донецький національний академічний український музично-драматичний театр (Україна).
- За акторський ансамбль у виставі «Лист Богу»:
  - «Лист Богу» А. Крима, Київський академічний драматичний театр на Подолі (Україна).
- За потужний творчий тандем:
  - Драматург Анатолій Крим та режисер Ігор Славинський. Вистава «Лист Богу» А. Крима, Київський академічний драматичний театр на Подолі (Україна).
- За творчу співпрацю з Міжнародним театральним фестивалем «Мельпомена Таврії» протягом 15 років:
  - Микола Берсон. Вистава «Леонардо» Є. Муравйова, Миколаївський український академічний театр драми та музичної комедії (Україна).

## XVI фестиваль (2014)
XVI «Мельпомена Таврії» відбувалась із 24 по 31 травня та вперше боролась за своє існування через складну політичну ситуацію в країні. Фестиваль пройшов під лозунгом «За єдину країну» та об'єднав разом Схід і Захід, Північ і Південь.
У межах «Мельпомени Таврії» було представлено 14 вистав 10-ти театрів із 4-х країн: Білорусі, Латвії, Португалії та України. Відбувалось чимало патріотичних заходів. Зокрема, концертна програма з нагоди Дня прикордонника, патріотичні флешмоби, показ модельної колекції «Слава Україні» тощо.
Саме цього року відкрили нову локацію просто неба — «Green-Zone».
Підсумки театрального фестивалю
Експертна рада відзначила учасників у таких номінаціях:
- Найкраща вистава:
  - «Загадкові варіації» Е. Шмітта, Київський академічний молодий театр (Україна).
- Найкраща вистава камерної сцени:
  - «Політ» А. Буліса та В. Клименка, Міжнародний театральний фестиваль моновистав ZVAIGZNE (Рига, Латвія).
- Режисерське вирішення та музичне оформлення:
  - Влада Бєлозоренко. Вистава «Свіччине весілля» І. Кочерги, Херсонський обласний академічний музично-драматичний театр імені М. Куліша (Україна).
- Найкраще хорове вирішення вистави:
  - Ружена Рубльова. Вистава «Свіччине весілля» І. Кочерги, Херсонський обласний академічний музично-драматичний театр імені М. Куліша (Україна).
- Найкраща хореографія:
  - Юрій Бусс. Вистава «Свіччине весілля» І. Кочерги, Херсонський обласний академічний музично-драматичний театр імені М. Куліша (Україна).
- Самобутність візуального втілення поезії Тараса Шевченка:
  - «І мертвим, і живим, і ненародженим» Т. Шевченка, Криворізький академічний міський театр музично-пластичних мистецтв «Академія руху» (Україна).
- Творчий пошук в сучасній українській драматургії:
  - «Ідзанамі» Тетяни Іващенко, Херсонський обласний академічний музично-драматичний театр ім. М. Куліша (Україна).
- Найкраще художнє рішення вистави:
  - «Яструбок» І. Златопольської та Я. Златопольського, Херсонський обласний академічний театр ляльок (Україна).
- Найкраща чоловіча роль:
  - Богдан Базилевич. Вистава «Земля» О. Кобилянської, Коломийський академічний обласний український драматичний театр ім. І. Озаркевича (Україна);
  - Сергій Чверкалюк. «Мертві душі» М. Гоголь, Миколаївський академічний український театр драми та музичної комедії (Україна).
- Найкраща жіноча роль:
  - Ірина Дорошенко. «Скляний звіринець» Т. Вільямса, Київський національний драматичний театр імені Івана Франка (Україна).
- Найкраща жіноча роль другого плану:
  - Тетяна Лавська. Вистава «Мертві душі» М. Гоголя, Миколаївський академічний український театр драми та музичної комедії (Україна);
  - Тетяна Шляхова. «Скляний звіринець» Т. Вільямса, Київський національний драматичний театр імені Івана Франка (Україна).
- Оригінальність творчої ідеї та чистота її втілення:
  - «Понтій Пілат» М. Булгакова, Херсонський обласний академічний музично-драматичний театр імені М. Куліша (Україна-Білорусь).
- Найкращий акторський дует:
  - Анна Бусторфф та Руї Мадейра. «Малюнок Пікассо» Д. Хетчера, CTB Teatro de Braga (Брага, Португалія).
- Найкращий акторський ансамбль:
  - «Білоксі — блюз» Н. Саймона, Дніпродзержинський академічний музично-драматичний театр ім. Лесі Українки (Україна).
- Найкращий ансамбль акторів-виконавців ролей тварин:
  - «Дуже проста історія» за п'єсою М. Ладо, Дніпропетровський молодіжний театр «Віримо!» (Україна).

## XVII фестиваль (2015)
XVII Міжнародний театральний фестиваль «Мельпомена Таврії» відбувався з 23 по 30 травня під девізом: «У пошуках істини».
Участь у фестивалі взяли 17 театрів із 4 країн світу: Грузії, Угорщини, Португалії та України. Вони показали 24 вистави, більшість з яких поставлені за п'єсами сучасних українських драматургів: Анатолія Крима, Павла Ар'є, Євгена Марковського, Тетяни Іващенко, Олександра Марданя, Романа Горака, Олексія Шипенка режисерів Стаса Жиркова, Влади Бєлозоренко, Сергія Павлюка, Івана Уривського.
Родзинкою стало те, що під час відкриття XVII фестивалю учасники встановили рекорд із наймасовішого виконання гопака в Україні. Як підрахував оргкомітет, водночас танцювало більше 380 людей.
Під час фестивалю виходила газета «Театральна ремарка», на сторінках якої друкували відгуки студентів театральних вишів про переглянуті вистави.
Підсумки театрального фестивалю
Експертна рада відзначила учасників «Мельпомени Таврії» у номінаціях:
- За збереження та популяризацію національної культури:
  - Вистава «Солдати Караді» М. Апаті, Драматичний театр ім. Йокая. Режисер — Бела Меро. (Бекешча, Угорщина).
- Краще сценографічне рішення:
  - Художники-постановники Сергій та Наталка Ридванецькі. Вистава «Сканінг» Є. Марковського, Черкаський академічний обласний український музично-драматичний театр ім. Т. Г. Шевченка (Україна).
- Краще образно-пластичне рішення вистави:
  - Режисер — Ярослав Федоришин. Вистава «За дверима» В. Борхерта, Львівський академічний театр «Воскресіння» (Україна).
- За високу культуру спілкування з глядачем:
  - Вистава «Кіт у чоботях» Ш. Перро, Херсонський обласний академічний театр ляльок (Україна).
- Кращий акторський дует:
  - Світлана Нікітасенко та Людмила Баранова. Вистава "Вечір одноактної п'єси: «Письмо Богу», «Лёвушка» А. Крима, Миколаївський академічний український театр драми та музичної комедії (Україна).
- За утвердження засобами театру громадянської позиції митця:
  - Руї Мадейра. Вистава «Останній акт» О. Шипенка, CTB Teatro Circo de Braga (Брата, Португалія).
- За віддане служіння театру:
  - Гуранда Габунія. Вистава «Вишневий сад» А. Чехова, Державний академічний російський драматичний театр ім. О. С. Грибоєдова (Тбілісі, Грузія).
- За високу культуру візуального рішення вистави:
  - Сценографія — Євгеній Маслов. Вистава «Суєта суєт, та всіляка суєта» І. Бабеля, Театр Одеського розливу «Ланжеронъ» (Україна).
- Краща режисура:
  - Сергій Павлюк. Вистава «Будинок на кордоні» С. Мрожека, Херсонський обласний академічний музично-драматичний театр ім. М. Куліша (Україна).
- Кращий акторський ансамбль:
  - «Рольові ігри» Т. Іващенко, Херсонський обласний академічний музично-драматичний театр ім. М. Куліша (Україна).
- Краща камерна вистава:
  - «Мітіне кохання» І. Буніна, Київський театр «Золоті ворота» (Україна).
- Кращий акторський дебют:
  - Дмитро Олійник. Вистава «Мітіне кохання» І. Буніна, Київський театр «Золоті ворота» (Україна).
- Краща сценічна пластика:
  - Хореограф — Олександр Маншилін. Вистава «Мітіне кохання» І. Буніна, Київський театр «Золоті ворота» (Україна).
- Театральна перспектива/надія:
  - Режисер — Іван Уривський. «Дядя Ваня» А. Чєхова, Творча майстерня Ніни Гусакової (ПРОЕКТ_OPEN_MIND_СТУДЕН) (Україна).
- За чесність у професії:
  - Олександра Люта. Вистава «Божевільна» Р. Горака, Національний академічний український драматичний театр ім. М. Заньковецької (Україна).
- Краща чоловіча роль:
  - Сергій Михайловський. Моновистава «Get happy» А. Барікко, Херсонський обласний академічний музично-драматичний театр ім. М. Куліша (Україна).
- Краща жіноча роль:
  - Ірма Вітовська. Вистава «Сталкери» П. Ар'є, Київський театр «Золоті ворота», Київський академічний молодий театр (Україна).
- За створення сценічного образу героя-романтика:
  - Євген Нищук. Вистава «Момент кохання» В. Винниченка, Національний академічний драматичний театр ім. Івана Франка (Україна).
- Гран-прі фестивалю:
  - «Сталкери» П. Ар'є, Київський театр «Золоті ворота», Київський академічний молодий театр (Україна).

## XVIII фестиваль (2016)
XVIII Міжнародний театральний фестиваль «Мельпомена Таврії» відбувався з 20 по 28 травня під гаслом: «Україні — миру та злагоди!» та був присвячений 25-й річниці незалежності України.
Програма фестивалю складалась із 32 вистав, 29 театрів із 6 країн світу: Литви, Угорщини, Румунії, Португалії, Грузії та України. До Херсона вперше завітало 13 нових театральних колективів!
Окрім показів вистав, відбувалися майстер-класи, читки п'єс, творчі зустрічі з режисерами та драматургами. Щодня працювала «Green-Zone». Відбулась нарада керівників театрів України на чолі з Міністром культури України.
Підсумки XVIII «Мельпомени Таврії»
Експертна рада відзначила учасників фестивалю у таких номінаціях:
- Краща вистава:
  - «Однорукий» М. МакДонаха, Київський академічний Молодий театр (Київ, Україна);
  - «Vій 2.0.» Наталі Ворожбит, «Дикий театр» (Київ, Україна).
- Краща режисура:
  - Андрій Білоус. Вистава «Однорукий» М. Макдонаха, Київський академічний Молодий театр (Україна);
  - Андрій Бакіров. Вистава «Комедія помилок» В. Шекспіра, Чернігівський обласний академічний український музично-драматичний театр імені Т. Г. Шевченка (Україна);
  - Максим Голенко. Вистава «Vій 2.0.» Наталі Ворожбит, «Дикий театр» (Україна).
- Краща сценографія:
  - Алла Федоришина. Вистава «Івонна, принцеса Бургундії» В. Гомбровича, The theater Danube Bend Theatre Vác (Вац, Угорщина) та вистава «Ар'єр, або захоплююча патологія» О. Марданя, Львівський академічний театр «Воскресіння» (Україна);
  - Андрій Бакіров. Вистава «Комедія помилок» В.Шекспіра, Чернігівський обласний академічний український музично-драматичний театр імені Т. Г. Шевченка (Україна).
- Краще пластичне рішення:
  - Ольга Семьошкіна. Вистава «Зірка або інтоксикація театром» Н. Кауарда, Національний академічний драматичний театр ім. Івана Франка (Україна);
  - Автанділ Варсімашвілі. Вистава «Холстомір. Історія коня» Л. Толстого (Тбілісі, Грузія);
- Краще музичне рішення:
  - Заза Коринтелі. Вистава «Холстомір. Історія коня» Л. Толстого (Тбілісі, Грузія);
  - Дмитро Данов. Вистава «Vій 2.0.» Наталі Ворожбит, «Дикий театр» (Україна);
  - Людмила Зборовська. Вистава «Еклезіаст» за мотивами Книги Еклезіаста, Львівський театр естрадних мініатюр «І люди, і ляльки» (Україна).
- Кращий акторський ансамбль:
  - Олександр Малахатько, Євген Скрипник, Валерій Ланецький. Вистава «Не залишайте друзів без нагляду» Я. Рези, Кіровоградський академічний обласний український музично-драматичний театр ім. М. Л. Кропивницького (Україна)
- Краща чоловіча роль:
  - Ярослав Федорчук. Вистава «Лондон» М. Досько, Перша сцена сучасної драматургії Драма.UA (Україна);
  - Косаж Мігай. Вистава «Івонна, принцеса Бургундії» В. Гомбровича, The theater Danube Bend Theatre Vác (Вац, Угорщина);
  - Петро Микитюк. Вистава «Ар'єр, або захоплююча патологія» О. Марданя, Львівський академічний театр «Воскресіння» (Україна);
  - Станіслав Боклан. «Однорукий» М. Макдонаха, Київський академічний Молодий театр (Україна);
  - Олег Коркушко. «Це все вона» А. Іванов, Київський академічний Молодий театр (Україна).
- Краща жіноча роль:
  - Юлія Шаповал. Вистава «Оскар» Е.-Е. Шмітт, Київський муніципальний академічний театр ляльок (Україна);
  - Сільвія Патакі. Вистава «Івонна, принцеса Бургундії» В. Гомбровича, The theater Danube Bend Theatre Vác (Вац, Угорщина);
  - Тетяна Проворова. Вистава «Порожнеча» В. Зуєва, Херсонський обласний академічний музично-драматичний театр ім. М.Куліша (Україна);
  - Світлана Бойко. Вистава «Комедія помилок» В.Шекспіра, Чернігівський обласний академічний український музично-драматичний театр імені Т. Г. Шевченка.
- Краща чоловіча роль другого плану:
  - Іван Залуський. Вистава «Зірка або інтоксикація театром» Н. Кауарда, Національний академічний драматичний театр ім. Івана Франка (Україна);
  - Аполон Кублашвілі. Вистава «Холстомір. Історія коня» Л. Толстого (Тбілісі, Грузія);
  - Максим Руденко. Вистава «Пишка» Гі де Мопасана, Миколаївський академічний український театр драми та музичної комедії (Україна)
  - Віктор Івашкович. Вистава «Івонна, принцеса Бургундії» В. Гомбровича, The theater Danube Bend Theatre Vác (Вац, Угорщина);
  - Дмитро Літашов. Вистава «Комедія помилок» В.Шекспіра, Чернігівський обласний академічний український музично-драматичний театр імені Т. Г. Шевченка (Україна).
- Краща жіноча роль другого плану:
  - Наталя Сизова. Вистава «Остання любов Гетьмана» А. Крима. Полтавський академічний обласний український музично-драматичний театр ім. М. В. Гоголя (Україна);
  - Надія Крат. Вистава «Еклезіаст» за мотивами Книги Еклезіаста, Львівський театр естрадних мініатюр «І люди, і ляльки» (Україна).
- Соціальна терапія засобами театру:
  - «Останній вагон» Т. Жирко, Міжнародна антинаркотична асоціація (Київ, Україна).
- За громадянський вибір, мужність та віддане служіння театру:
  - «Ніч на полонині» О. Олеся, Луганський обласний академічний український музично-драматичний театр (Луганськ, Україна).
- Віртуозність та виразність пластичної мови:
  - Пластично-візуальне шоу «Light Souls (Світлі душі)», Quartet DEKRU (Київ, Україна).
- Гран-прі фестивалю:
  - «Комедія помилок» В.Шекспіра, Чернігівський обласний академічний український музично-драматичний театр імені Т. Г. Шевченка (Україна).

## XIX фестиваль (2017)
XIX «Мельпомена Таврії» відбувалась із 19 по 27 травня під гаслом: «Театри світу за мир»!
Участь у фестивалі взяли 11 країн світу: Португалія, Литва, Польща, Румунія, Грузія, Франція, Угорщина, Білорусь та Україна, а також вперше побували театри з Вірменії та Туреччини.
Театральна афіша складалась із 37 вистав, 33 театрів. У межах фестивалю відбулися такі заходи: карнавальна хода, святковий гала-концерт, театральний капусник, майстер-класи та творчі зустрічі, концерти просто неба у Потьомкінському сквері, вистава у храмі святої Трійці «Не плачте за мною ніколи…» М.Матіос, прем'єри на «Green-Zone» — «Кицька на спогад про темінь» Н.Нежданої, на БЗТ «Чумацька криниця» — «Лісова пісня» Л.Українки.
25-26 травня Міністерство культури України провело нараду керівників театрів.
У межах «Green-Zone» відбулися читки п'єс драматургів: Євгена Марковського, Олександра Марданя, Андрія Курейчика, Неди Нежданої, Наталі Ворожбит, Рагулі Власідзе.
Театр Куліша домовився про співпрацю із режисом та актором Національного театру міста Ясси (Румунія) Раду Гілашом про постановку вистави «Межа, або у контейнері» К. Кеяну.
Під час фестивалю випускали газету «Театральна ремарка». Студенти театрознавчого курсу КНУТКіТ ім. Карпенка-Карого та Львівського Національного університету ім. І.Франка писали туди статті про програмні вистави.
Підсумки XIX «Мельпомени Таврії»
За підрахунками організаторів, на фестивальних виставах побували 13 тис. глядачів. До карнавальної ходи та урочистостей з нагоди відкриття долучилися 5 тис. осіб. Вуличні заходи відвідали 10 тис., також зафіксовано 5 тис. учасників «Green-zone». На «Мельпомену» було запрошено понад 800 гостей із різних міст України та інших держав.
Номінації:
- Найкраща вистава великої сцени:
  - «Річард III» В. Шекспіра, Київський національний академічний театр ім. І. Франка (Київ, Україна);
  - «Мотузка» М. Хейфеца, Київський академічний театр драми та комедії на лівому березі Дніпра (Київ, Україна);
  - «Хазяїн» І.Карпенка-Карого, Миколаївський академічний український театр драми та музичної комедії (Миколаїв, Україна).
- Найкраща вистава камерної сцени:
  - «Лист Богу» А. Крима, Театр Одеського розливу «Ланжерон» (Одеса, Україна);
  - «Лю-боф» Д. Хармса, Театр Амазгаін ім. Соса Саркісяна (Єреван, Вірменія).
- Найкраща режисура:
  - Бєлозоренко Влада. Вистава «1984» Дж. Оруелла, Театр «Splash» (Україна);
  - Олексій Лісовець. Вистава «Мотузка» М. Хейфеца, Київський академічний театр драми та комедії на лівому березі Дніпра (Україна);
  - Станіслав Мойсеєв. Вистава «Саша, винеси сміття» Н. Ворожбит, Драматичний театр ім. Юозаса Мильтиниса (Паневежис, Литва);
  - Максим Голенко. Вистава «Хазяїн» І.Карпенка-Карого, Миколаївський академічний український театр драми та музичної комедії (Україна);
  - Автанділ Варсімашвілі. Вистава «Ревізор» М. Гоголя, Державний академічний російський драматичний театр ім. О. С. Грибоєдова (Тбілісі, Грузія).
- Найкраща сценографія:
  - Юлія Заулічна. Вистава «Хазяїн» І.Карпенка-Карого, Миколаївський академічний український театр драми та музичної комедії (Україна);
  - Михайло Лашицький. Вистава «Матінка Кураж» Б. Брехт, «Театр Ч» (Мінськ, Білорусь);
  - Олена Дробна. Вистава «Вид з мосту» А. Міллера, Національний академічний театр російської драми ім. Л. Українки (Київ, Україна).
- Найкраще пластичне рішення:
  - Катерина Лук'яненко. Вистава «1984» Дж. Оруелла, Театр «Splash» (Україна);
  - Павло Івлюшкін. Вистава «Кольори» П. Ар'є, Театр «Золоті ворота» (Україна).
- Найкраще музичне оформлення:
  - Рокас Зубовас. Програма «Світ Чюрльоніса» М. К. Чюрльоніса, ДУО ЗУБОВАС (Вільнюс, Литва);
  - Дмитро Саратський, Дмитро Тодорюк. Вистава «Запрошення на страту» В. Набокова, Театр «Мізантроп» (Київ, Україна);
  - Сергій Павлюк, Олег Коструб, Ружена Рубльова. Вистава «Лісова пісня», Херсонський обласний академічний музично-драматичний театр ім. М.Куліша (Україна).
- Найкращий акторський дует:
  - Сергій Цевельов, Валерія Лютинська. Вистава «Останній палкий закоханий» Н. Саймона, Запорізький академічний театр молоді (Запоріжжя, Україна);
  - Seray Gözler, Asiye Dinçsoy. Вистава «Двері» Н. Нежданої, Турецький театр «3.2.1» (Стамбул, Туреччина);
  - Костянтин Рогань, Тетяна Проворова. Вистава «Лісова пісня», Херсонський обласний академічний музично-драматичний театр ім. М.Куліша (Україна).
- Найкращий акторський ансамбль:
  - «Кольори» П. Ар'є, Театр «Золоті ворота» (Україна);
  - «Пропозиція» А. Чехова, Театр «Ateneul Din Iasi» (Ясси, Румунія);
  - «Моцарт і Сальєрі» О. Пушкіна, Les Concerts Esperluette (Ренн, Франція);
  - «Слава Героям» П. Ар'є, Івано-Франківський академічний обласний український музично-драматичний театр ім. І.Франка (Івано-Франківськ, Україна).
- Найкраща чоловіча роль:
  - Богдан Бенюк. Вистава «Річард III» В. Шекспіра, Київський національний академічний театр ім. І. Франка (Україна);
  - Богдан Грицюк. «Том на фермі» М. М. Бушар. Спільний проект Львівського академічного драматичного театру ім. Л.Українки та «Дикого театру» (Україна).;
  - Арман Навасардян. Вистава «Лю-боф» Д. Хармса, Театр Амазгаін ім. Соса Саркісяна (Єреван, Вірменія);
  - Дмитро Рибалевський. Вистава «Слава Героям» П. Ар'є, Івано-Франківський академічний обласний український музично-драматичний театр ім. І.Франка (Україна).
- Найкраща жіноча роль:
  - Тетяна Шляхова. Вистава «Річард III» В. Шекспіра, Київський національний академічний театр ім. І. Франка (Україна);
  - Сільвія Бріто. Вистава «У саму ціль» Т. Бернхарда, Teatro Circo de Braga (Брага, Португалія);
  - Валерія Брянська. Вистава «Кольори» П. Ар'є, Театр «Золоті ворота» (Україна);
- Найкраща чоловіча роль другого плану:
  - Олег Стальчук. Вистава «Річард III» В. Шекспіра, Київський національний академічний театр ім. І. Франка (Україна);
  - Микола Тамарянський. Вистава «Хазяїн» І.Карпенка-Карого, Миколаївський академічний український театр драми та музичної комедії (Україна);
  - Павло Костенко. Вистава «Лісова пісня» Л. Українки, Херсонський обласний академічний музично-драматичний театр ім. М.Куліша (Україна).
- Найкраща жіноча роль другого плану:
  - Наталя Корпан. Вистава «Річард III» В. Шекспіра, Київський національний академічний театр ім. І. Франка (Україна);
  - Світлана Орліченко. Вистава «Мотузка» М. Хейфеца, Київський академічний театр драми та комедії на лівому березі Дніпра (Україна);
  - Христина Ігнат. Вистава «І все-таки я тебе зраджу» Н. Нежданої, Луганський обласний академічний український музично-драматичний театр (Україна).
  - Світлана Журавльова. Вистава «Лісова пісня», Херсонський обласний академічний музично-драматичний театр ім. М.Куліша (Україна).
- Диплом Президента фестивалю «За талановите втілення української класики»:
  - Богдан Струтинський. Вистава «Сорочинський ярмарок» О. Рябкова, Київський національний академічний театр оперети (Україна).
- Диплом Президента фестивалю «За сучасне прочитання зарубіжної класики через призму сьогодення»:
  - Раду Гілаш. Вистава «Пропозиція» А. Чехова, Театр «Ateneul Din Iasi» (Ясси, Румунія).
- Диплом президента фестивалю «За яскраве втілення світової класики»:
  - Бела Меро. Вистава «Скупий» Ж. Б. Мольєра, Театр Бекейшчаба Йокаі (Бекейшчаба, Угорщина).
- Спеціальний диплом від журі фестивалю «За талановите вміння віднайти гармонію театрального простору і живої природи»:
  - Режисер Сергій Павлюк та художник Ольга Гоноболіна. Вистава «Лісова пісня», Херсонський обласний академічний музично-драматичний театр ім. М.Куліша (Україна).

## XX фестиваль (2018)
XX, ювілейний, Міжнародний театральний фестиваль «Мельпомена Таврії» відбувався з 17 по 27 травня під гаслом: «Фестиваль збирає друзів»!
Участь у фестивалі взяли 11 країн світу: Португалія, Німеччина, Литва, Польща, Угорщина, Туреччина, Ізраїль, Білорусь, Вірменія, Грузія, Молдова.
Театральна афіша складалась із 69 вистав, 57 театрів, проте через негоду показати вдалося не все. Фактично за 10 днів фестивалю відбулося 66 вистав: 28 — на сценах театру Куліша, 4 — у Палаці молоді, 8 — в «Urban CAD», 3 — на сцені КЗ «Олешківського ЦКД», 1 — у соборі Стрітення Господнього та 1 — біля храму Святої Трійці.
Фестивальні заходи відбувалися на 20 локаціях у Херсоні та Миколаєві. У Херсоні: велика сцена театру Куліша, сцена театру-кафе, сцена «Під дахом», «Сцена на сцені», «Театр просто неба», Палац молоді та студентів, площа на території церкви Святої Трійці та храм Стрітення Господнього, площа Героїв, площа Свободи, вулиця Суворова, парк Потьомкіна, сцена Херсонського обласного академічного театру ляльок, аудиторії ХДУ та Херсонського училища культури, а також вперше були задіяні туристична кав'ярня «XepcON», артпростір «Urban CAD» на території колишнього заводу, сцена Палацу культури міста Олешки (область). У Миколаєві: сцени Миколаївського академічного українського театру драми та музичної комедії і Миколаївського академічного художнього російського драматичного театру.
Цього року не проводилось експертної оцінки вистав, проте зафіксовано максимальну кількість учасників! А саме: 
- Херсонський обласний академічний музично-драматичний театр ім. М.Куліша/Драматичний театр м. Штутгарта (спільний проект), Максим Курочкін «ХЕРСОН 1918/2018» (Україна — Німеччина);
- Луганський обласний академічний український музично-драматичний театр, Тунджер Джюдженоглу «Лавина» (Луганськ, Україна);
- Харківський театр Ампулка, Віктор Шендерович «Homo Soveticus» (Харків, Україна);
- Дніпровський драматичний молодіжний театр «Віримо!», Тадеуш Слободзянек «Однокласники» (Дніпро, Україна);
- Львівський академічний обласний музично-драматичний театр ім. Юрія Дрогобича, Світлана Алексієвич «…Маргарита й Абульфаз» (Львів, Україна);
- Херсонський академічний обласний театр ляльок, Борис Чуприна «Русалонька» (Херсон, Україна);
- Чернігівський обласний академічний український музично-драматичний театр імені Т. Г. Шевченка, Наталя Ворожбит «Вій. Докудрама» (Чернігів, Україна);
- Театр «Актор», «Кохані люди, які „отак от“ щось говорять» (Київ, Україна);
- Естрадно-циркова студія Jin Roh Circus, «Розмова з небом» (Херсон, Україна);
- Львівський муніципальний театральний художньо-дослідницький та освітній центу «Слово і голос», проект «Сад Божественних Пісень», Наталя Половинка «Весілля» (Львів, Україна);
- Київський академічний драматичний театр на Подолі, Карел Чапек «Мати» (Київ, Україна);
- Львівський академічний театр «Воскресіння», Антон Чехов «Чайка» (Львів, Україна);
- Львівський муніципальний театральний художньо-дослідницький та освітній цент «Слово і голос», «РАДУЙСЯ. Напіви до Богородиці» (Львів, Україна);
- Драматичний театр Білоруської Армії, Антон Чехов «Три сестри» (Мінськ, Білорусь);
- Ніжинський академічний український драматичний театр ім. М.Коцюбинського, Орест Огородник «Безодня» (Ніжин, Україна);
- Театр «Лестница», Діна Рубіна «Яблоки» (Тель-Авів, Ізраїль);
- Муніципальний театр м. Бакиркьой, Зехра Іпшиноглу «Лєна, Лейла та інші» (Стамбул, Туреччина);
- Херсонський обласний академічний музично-драматичний театр ім. М.Куліша, Астрід Ліндгрен «Малюк і Карлсон» (Херсон, Україна);
- Миколаївський академічний український театр драми та музичної комедії, Юрій Рибчинський «Біла ворона» (Миколаїв, Україна);
- Херсонський обласний академічний музично-драматичний театр ім. М.Куліша, «Віталіус» за п'єсою Андруса Ківіряхка (Херсон, Україна);
- Херсонський обласний академічний музично-драматичний театр ім. М.Куліша, Леся Українка «Юда» (Херсон, Україна);
- Коломийський академічний обласний український драматичний театр ім. І. Озаркевича, Ольга Кобилянська «У неділю рано зілля копала» (Коломия, Україна);
- Херсонський обласний академічний музично-драматичний театр ім. М.Куліша/ Національний академічний театр імені Івана Франка (спільний проект), Марія Матіос «Не плачте за мною ніколи» (Херсон-Київ, Україна);
- Ніжинський академічний український драматичний театр ім. М.Коцюбинського, Орест Огородник «Безодня» (Ніжин, Україна);
- Театральна компанія м. Брага, Камілу Каштелу Бранку «Справедливість» (Брага, Португалія);
- Молодіжний інтерактивний сучасний театр МІСТ та Національний центр театрального мистецтва ім. Леся Курбаса, Олег Миколайчук, Неда Неждана «Ігри вовків бальзаківського віку» (Київ, Україна);
- Херсонський обласний академічний музично-драматичний театр ім. М.Куліша, Олександр Ірванець «Зрада» (Херсон, Україна);
- Житомирський академічний український музично-драматичний театр імені Івана Кочерги, Микола Гоголь «Вій» (Житомир, Україна);
- Театр імені Йокая, Ів Інцлер «Монологи вагіни» (Бекешчаба, Угорщина);
- Зеленогурський культурний центр Teatr PiiiP, Марія Матіос «Солодка» (Зелена Гура, Польща);
- Національний театр Сатірікуса Іона Лука Караджиані, Михайло Булгаков «Майстер і Маргарита» (Кишинів, Молдова);
- Херсонський обласний академічний музично-драматичний театр ім. М.Куліша, Мартін МакДонах «Каліка за острова Інішмаан» (Херсон, Україна);
- Квартет DEKRU, пластично-візуальне шоу Light Souls (Київ, Україна);
- Київський академічний Молодий театр, Наталя Ворожбит «Саша, винеси сміття» (Київ, Україна);
- Єреванський державний театр ляльок ім. Ованеса Туманяна, Сара Налбандян, Наріне Грігорян «Моя сім'я у моїй валізі» (Єреван, Вірменія);
- Київський академічний театр драми та комедії на лівому березі Дніпра, Еміль Ажар «Життя попереду» (Київ, Україна);
- Державний академічний російський драматичний театр ім. О. С. Грибоєдова, Автонділ Варсімашвілі «А. Л.Ж. И. Р. Акмолинский лагерь жен изменников Родины» (Тбілісі, Грузія);
- Херсонський обласний академічний музично-драматичний театр ім. М.Куліша, «Межа, або у контейнері» К. Кеяну (Херсон, Україна);
- Дикий театр, Іван Вирипаєв «О ДВА» (Київ, Україна);
- Київська академічна майстерня театрального мистецтва «Сузір'я», Антон Чехов «Вогні» (Київ, Україна);
- Київський академічний Молодий театр, Ясміна Реза «Різня» (Київ, Україна);
- Дніпровський телевізійний театр, Тетяна Іващенко «Скажена голубка» (Дніпро, Україна);
- Львівський академічний драматичний театр ім. Лесі Українки, Валерій Пєчєйкін «Боженька» (Львів, Україна);
- Київський театр «Золоті ворота», Дмитро Богославський «Тату, ти мене любив?» (Київ, Україна);
- Литовський російський драматичний театр/Литовський новий музичний комунікаційний центр (спільний проект), сценічна версія Біруте Мар за творами Ф.Достотоєвського, «Янголи Достоєвського» (Вільнюс, Литва);
- Дикий театр, Віталій Ченський «Віталік» (Київ, Україна);
- Національний академічний театр імені Івана Франка, Еріх Марія Ремарк «Три товариші» (Київ, Україна);
- Херсонський обласний академічний музично-драматичний театр ім. М.Куліша, Ярослава Пулінович «Наталчина мрія 2» (Херсон, Україна);
- Сумський обласний академічний театр драми та музичної комедії ім. М. С. Щепкіна, «Хто винен?» (Суми, Україна);
- Київ Модерн-балет, «Спляча красуня» (Київ, Україна).

«Кришталеві вітрила»

У межах «Мельпомени» пройшов театральний фестиваль для дітей «Кришталеві вітрила — 2018», афіша якого складась із 16 вистав для дітей. Серед учасників:
- Миколаївський академічний обласний театр ляльок, «Бременські музиканти» В. Ліванов, Ю. Ентін, інсценівка К. Гросмана;
- Коломийський академічний обласний драматичний театр ім. І.Озаркевича, «Коза-Дереза» М. Лисенко;
- Запорізький обласний театр ляльок, «Мийдодір» О. Лубенець за казкою К. Чуковського;
- Львівський академічний обласний театр ляльок, «Таємниці лісовичка» С. Ковальов;
- Івано-Франківський академічний обласний театр ляльок ім. Марійки Підгірянки, «Лисичка, Котик, Півник» О. Олесь;
- Житомирський академічний обласний театр ляльок, «Золоте курча» В. Орлов;
- Навчальний театр Київського Національного університету театру, кіно і телебачення ім. І. К. Карпенка-Карого, кафедра акторського мистецтва та режисури театру ляльок, «Хлопчик-з-Мізинчик» за казками Ш.Перро, Братів Грімм та О.Толстого;
- Театр «Я вірю» Херсонського училища культури, «Дюймовочка» С. Майданська за Г. Х. Андресеном;
- Миколаївський приватний театр «Іст-Арт», «Ярмаркові розваги» Р. Гребенюк;
- Народний навчальний театр «Студі-Арт» факультету культури і мистецтв Херсонського державного університету, «Як серед степу вскочив у халепу» Л. Лимаренко, Ю. Щетина за І. та Я. Златопольськими;
- Тернопільський академічний обласний театр актора і ляльки, «Небилиці про курочку рябу» А. Макєєв;
- Волинський академічний обласний театр ляльок, «Солом'яний бичок» С. Ципін;
- Херсонський академічний обласний театр ляльок, «Різдвяна історія про Лускунчика і Марі» Б. Чуприна за Е. Гофраном.

Творчі заходи фестивалю
Традиційно у Потьомкінському сквері відбувся виступ дітей із особливими потребами. Своїми талантами поділилися вихованці театрально-танцювальної студії «Золота маска» Херсонської ГО «Серце матері», а також дитячий колектив «Янголи добра».
Театр Куліша презентував світову прем'єру — спільний проект Херсона (Україна) та Штутгарта (Німеччина) «ХЕРСОН 1918/2018» (автор — Максим Курочкін, режисер — Андрій Май).
Вперше на «Мельпомені» відбувся театральний шоу-рум на вул. Суворова, під час якого відбулась презентація нової колекції одягу та показ мод від «KNIGA art studio».
На фестивалі пройшла нарада директорів, участь у якій взяли 60 директорів різних театрів України.
Участь у літературних заходах взяти: письменники Сергій Лазо, Олександр Ірванець, Юрій Андрухович, Анатолій Кичинський, драматурги Неда Неждана, Олег Миколайчук, Олександр Мірошниченко, Олександр Мардань, Марія Матіос, Андрій Курейчик (Білорусь), Бехіч Ак і Зехра Іпшіноглу (Туреччина), актор театру та кіно Тімур Ібраімов, польська режисерка Агнешка Коритковська-Мазур.
У межах «Мельпомени» пройшли художні виставки заслуженої журналістки України, відомої телеведучої Світлани Леонтьєвої та заслуженої художниці України Ольги Гоноболіної.
Фінальний гала-концерт відбувся за участі артистів театру Куліша та відомого українського гурту «Kozak System».
Відвідувачі ювілейної «Мельпомени»
За підрахунками організаторів, фестивальні вистави переглянули 16 тис. глядачів. До карнавальної ходи та урочистостей із нагоди відкриття долучилося близько 8 тис. осіб. Вуличні заходи відвідали 15 тис. глядачів. У презентаціях та майстер-класах взяли участь близько 1000 людей. На ювілейну «Мельпомену» було запрошено понад 850 гостей з різних міст України та інших держав..

## XXI фестиваль (2019)
XXI «Мельпомена Таврії» відбувалась із 17 по 25 травня 2019 року за підтримки Українського культурного фонду.
Участь у фестивалі взяли 36 театральних колективів із 12 країн: Румунії, Грузії, Ізраїлю, Білорусі, Польщі, Угорщини, Молдови, Туреччини, Азербайджану, Литви, Вірменії та України. Протягом 9 днів на основних сценічних майданчиках фестивалю було показано 38 вистав.
Як ніколи, були представлені вистави за п'єсами сучасних українських драматургів, як Наталя Ворожбит, Павло Ар'є, Марина Смілянець, Олександр Мардань, Олександр Вітер, Віра Маковій, Лана Ра тощо.
Для фестивальних заходів організаційний комітет задіяв такі локації: сцени театру Куліша — велика сцена, театр-кафе, «Сцена під дахом», Храм Святої Трійці, сцена Херсонського обласного академічного театру ляльок, майданчик креативного простору «Urban CAD», Херсонська обласна універсальна наукова бібліотека ім. О.Гончара, ККЗ «Ювілейний», майданчик для творчих зустрічей ДКС, Херсонська обласна бібліотека для дітей імені Дніпрової Чайки та Херсонський державний університет.
Відбулась традиційна карнавальна хода вулицями Херсона. Працювала літературна сцена, у межах якої відбувалися майстер-класи, читки п'єс, презентації книг, виступи аматорських колективів та кінопокази. «Мельпомену» відвідали автори: Брати Капранови, Олена Горобець, Артемій Кірсанов, Сергій Дзюба, Євген Стеблівський, Отара Катамадзе (Грузія), Бехіч Ак (Туреччина), Віктор Вальд, Неда Неждана, Олег Миколайчук, Олександр Ірванець, Наталка Блок, Андрій Курейчик (Білорусь) та інші.
Серед заходів літературної сцени — читка п'єси «Ображені. Україна» Андрія Курейчика. А також показ фільму «Позивний „Бандерас“» у ККЗ «Ювілейний».
Культурна дипломатія
16-17 травня відбулась Міжнародна науково-практична конференція «Культурна дипломатія в контексті сучасної європейської та вітчизняної драматургії». Її відвідали діячі мистецтва із Туреччини, Португалії, Грузії та України.
Театр Куліша підписав меморандум із Озургетським театром ім. О.Цуцунава, угоди про співпрацю з румунськими театрами у Брашові та Пітешті. А також виникла домовленість із португальським режисером Руї Мадейрою про постановку вистави «Легенда про Педро та Інеш» у Херсоні.
«Мельпомена Таврії» співпрацювала з Одеським фестивалем театрів «Молоко».
Підсумки театрального фестивалю
За підрахунками організаторів, конкурсні вистави фестивалю переглянули 11 тис. глядачів. У карнавальній ході взяли участь  близько 10 тис. людей, 2 500 із них — представники творчих колективів.

Експертна рада XXI «Мельпомени Таврії» у складі Алли Підлужної, Світлани Максименко, Сергія Васильєва, Руї Мадейри відзначила учасників фестивалю у таких номінаціях:
- Вистава великої сцени:
  - «Закат» І.Бабеля. Миколаївський академічний український театр драми та музичної комедії (Україна);
  - «Експеримент П.» О.Хаусватера і Р.Драгоміреску. Театр «Александру Давила» (м. Пітешті, Румунія);
  - «Одруження. Цілком неймовірна історія» М.Гоголя. Одеський академічний український музично-драматичний театр імені Василя Василька (Україна);
  - «Погані дороги» Н.Ворожбит. Київський академічний театр драми і комедії на Лівому березі Дніпра (Україна);
  - «Скапен» Ж.-Б. Мольєра. Чернігівський обласний академічний український музично-драматичний театр ім. Т. Г. Шевченка (Україна);
  - «Украдене щастя» І.Франка. Месхетинський (Ахалцихський) професійний -драматичний театр (Грузія).
- Вистава камерної сцени:
  - «Божевільний» М.Гоголя. Муніципальний театр Малтепе (м. Стамбул, Туреччина);
  - «Буна» В.Маковій. Національний академічний драматичний театр ім. І.Франка (м. Київ, Україна)
  - «Звірині історії» Д.Нігро. Творче об'єднання «Театр 19» (м. Харків, Україна);;
  - «Нейтральна смуга» за поезією В.Висоцького. Театральна майстерня М.Рушковського (м. Київ, Україна);
  - «Холодна м'ята» Г.Тютюнника. Український Малий драматичний театр (м. Київ, Україна);
  - «Це все вона» А.Іванова. Театр Сіка Александреску (м. Брашов, Румунія).
- Режисура:
  - Бакіров Андрій. Вистава «Скапен» Ж.-Б. Мольєра. Чернігівський обласний академічний український музично-драматичний театр ім. Т. Г. Шевченка (Україна);
  - Бєльський Олександр. Вистава «Спокушені спрагою» О.Бєльського. Криворізький академічний міський театр музично-пластичних мистецтв «Академія руху» (Україна);
  - Білоус Андрій. Вистава «HOMO FERUS або сука-любов» за І.Карпенко-Карим. Національний академічний Молодий театр (м. Київ, Україна);
  - Гілаш Раду. Вистава «Це все вона» А.Іванова. Театр Сіка Александреску (м. Брашов, Румунія);
  - Голенко Максим. Вистава «Кицюня» М.Макдонаха. Дикий театр (м. Київ, Україна);
  - Зайкаускас Лінас. Вистава «Украдене щастя» І.Франка. Месхетинський (Ахалцихський) професійний драматичний театр (Грузія);
  - Ладенко Ігор. Вистава «Звірячі історії» Д.Нігро. Творче об'єднання «Театр 19» (м. Харків, Україна);
  - Огій Анна. Вистава «Холодна м'ята» Г.Тютюнника. Український Малий драматичний театр (м. Київ, Україна);
  - Петросян Давид. Вистава «Буна» В.Маковій. Національний академічний драматичний театр ім. І.Франка (м. Київ, Україна);
  - Уривський Іван. Вистава «Одруження. Цілком неймовірна історія» М.Гоголя. Одеський академічний український музично-драматичний театр імені Василя Василька (Україна).
- Сценографія:
  - Байтенова Алія. Вистава «Скапен» Ж.-Б. Мольєра. Чернігівський обласний академічний український музично-драматичний театр ім. Т. Г. Шевченка (Україна);
  - Заулична Юлія. Вистава «Закат» І.Бабеля. Миколаївський академічний український театр драми та музичної комедії (Україна);
  - Ларіонов Юрій. Вистава «Погані дороги» Н.Ворожбит. Київський академічний театр драми і комедії на Лівому березі Дніпра (Україна);
  - Міу Марія. Вистава «Експеримент П.» О.Хаусватера і Р.Драгоміреску. Театр «Александру Давила» (м. Пітешті, Румунія);
  - Фелчук Андрея. Вистава «Це все вона» А.Іванова. Театр Сіка Александреску (м. Брашов, Румунія).
- Акторська майстерність:
  - Берідзе Манана (роль Насті). Вистава «Украдене щастя» І.Франка. Месхетинський (Ахалцихський) професійний драматичний театр (Грузія);
  - Гогідзе Ліако (роль Анни). Вистава «Украдене щастя» І.Франка. Месхетинський (Ахалцихський) професійний драматичний театр (Грузія);
  - Гоголаурі Манучар (роль Миколи). Вистава «Украдене щастя» І.Франка. Месхетинський (Ахалцихський) професійний драматичний театр (Грузія);
  - Грачова Дар'я (роль Харитини). Вистава «HOMO FERUS або сука-любов» за І.Карпенко-Карим. Національний академічний Молодий театр (м. Київ, Україна);
  - Ерделікара Кубілай (роль Аксентія Івановича Поприщіна). Вистава «Божевільний» М.Гоголя. Муніципальний театр Малтепе (м. Стамбул, Туреччина);
  - Лефор Сергій (роль Скапена). Вистава «Скапен» Ж.-Б. Мольєра. Чернігівський обласний академічний український музично-драматичний театр ім. Т. Г. Шевченка (Україна);
  - Лукашонок Наталія (роль Катерини). Вистава «Доньки-матері» О.Марданя. Львівський академічний духовний театр «Воскресіння» (Україна);
  - Марчак Наталія (роль Валентини). Вистава «Доньки-матері» О.Марданя. Львівський академічний духовний театр «Воскресіння» (Україна);
  - Мдінарадзе Тамар (роль Німецької жінки і Бабусі). Вистава «Поцілунок» А.Петрової. Озургетський професійний державний драматичний театр ім. Ал. Цуцунава (Грузія);
  - Мерзлякова Тетяна (роль Жанни). Вистава «Жайворонок» Ж.Ануя. Луганський обласний академічний український музично-драматичний театр (м. Сєвєродонецьк, Україна);
  - Муквич Юрій (роль Баби Прісі). Вистава «Експериментаріум» П.Ар'є. Ніжинський академічний український драматичний театр ім. М.Коцюбинського (Україна);
  - Ощипок Ернест (роль Герасима). Вистава «HOMO FERUS або сука-любов» за І.Карпенко-Карим. Національний академічний Молодий театр (м. Київ, Україна);
  - Руденко Максим (роль Бені). Вистава «Закат» І.Бабеля. Миколаївський академічний український театр драми та музичної комедії (Україна);
  - Сидаркевич Людмила (роль Галини). Вистава «Полювання на себе» О.Вампілова. Республіканський театр білоруської драматургії (м. Мінськ, Білорусь);
  - Шимко Сергій (роль Кушака). Вистава «Полювання на себе» О.Вампілова. Республіканський театр білоруської драматургії (м. Мінськ, Білорусь).
- Акторський ансамбль:
  - Вистава «Буна» В.Маковій. Національний академічний драматичний театр ім. І.Франка (м. Київ, Україна);
  - Вистава «Звірячі історії» Д. Нігро. Творче об'єднання «Театр 19» (м. Харків, Україна);
  - Вистава «Кицюня» М.Макдонаха. Дикий театр (м. Київ, Україна);
  - Вистава «Про Федота…» Л.Філатова. Дніпровський театр драми та комедії (Україна).
- Акторський дует:
  - Гіла Бартуш і Крістіна Таршой. Вистава «Останній палко закоханий»;
  - Н.Саймона. Театр ім. Йокая (м. Бекешчаба, Угорщина).
- Моновистава:
  - Бадалян Нора. Вистава «Трохи більше, трохи менше» А.Ніколаї. Єреванський державний театр ляльок ім. Ов. Туманяна (Вірменія);
  - Мар Біруте. Вистава «Антігона» за Софоклом. Solo Theatre (м. Вільнюс, Литва);
  - Новак Матеуш. Вистава «Спереду і ззаду» М.Новака і С.Недзієвського. Т1А (м. Люблін, Польща).
- Режисерський дебют:
  - Ірада Чезалова. Вистава «Hellados» Н.Думбадзе. Азербайджанський державний драматичний театр (м. Гянджа, Грузія).
- Спеціальний приз Фестивалю:
  - Вистава «Дивовижні пригоди казкової феї в бібліотеці». Режисер Ірина Корольова. Інклюзивний театр «Звичайна роль — незвичайний актор» при Херсонській обласній універсальній науковій бібліотеці ім. О.Гончара (Україна).

## XXII фестиваль (2020)
XXII «Мельпомена Таврії» відбувалась у період із 10 по 13 вересня 2020 року під лозунгом «Мельпомена просто неба».
Через складну пандемічну ситуацію серед учасників були тільки українські театри. З метою убезпечення глядачів вистави показували виключно на вуличних локаціях: Лісовий театр, «Театральний дворик», вулична сцена Херсонського обласного академічного театру ляльок, Набережна міста, Дінопарк біля готелю «Фрегат», Потьомкінський сквер, Херсонський обласний палац культури. Загалом за 4 фестивальні дні було показано 11 вистав та фінальний «Театральний капусник».
Традиційний карнавал перенесли з центральної вулиці міста Ушакова на набережну Херсона, де відбулася карнавальна регата. Учасники: вихованці Школи вищої спортивної майстерності, відділення парусного спорту ДЮСШ № 2, яхтсмени Херсонської обласної федерації парусного спорту, відділення веслування на байдарках та каное Херсонського фахового спортивного коледжу, судно Херсонської державної морської академії з оркестром, вітрильники з артистами театру та гостями фестивалю.
Оргкомітет «Мельпомени» вирішив привернути увагу до проблемного стану архітектурних та історичних пам'яток Херсона та організував захід в Обласному палаці культури. У великій залі будівлі показали моновиставу «Не плачте за мною ніколи» Марії Матіос. Це спільний проєкт Херсонського обласного академічного музично-драматичного театру ім. М.Куліша та Національного академічного театру імені Івана Франка. Режисер — заслужений діяч мистецтв України Сергій Павлюк. У ролі Юстини — постійний гість, близький друг та хрещена мати «Мельпомени Таврії», народна артистка України Лариса Кадирова.
Два останні дні у Потьомкінському сквері працювала літературно-музична сцена «Муза просто неба». У її межах відбувалися зустрічі з письменниками, музикантами, презентації книг, читки п'єс та майстер-класи. Зокрема, відбулася читка п'єси білоруського драматурга і режисера Андрія Курейчика «Ображені. Білорусь», створеної на основі сучасних подій у країні. Учасники XXII Театрального фестивалю «Мельпомена Таврії» з Грузії, Туреччини, Білорусі та України підписали лист на підтримку працівників культури та мистецтва, творчої спільноти Білорусі.
Із нововведень — після вистав на сценічному майданчику «Театральний дворик» показували українські фільми. Зокрема, «Заборонений» — про історію життя та боротьби Василя Стуса.
За підрахунками організаторів, участь у фестивалі взяли 250 людей, відвідали його 3000 глядачів.
Підсумки театрального фестивалю
Номінації, присуджені експертною радою XXII фестивалю:
- Краще музичне оформлення:
  - «Вірочка» А. Чехова (Донецький академічний обласний драматичний театр, Україна);
- Музично-сценічний експеримент:
  - «120 ударів на хвилину» за мемуарами Х. Муракамі (Малий театр, Україна);
- Творчий діалог мистецтва і природи:
  - «Сон літньої ночі» В. Шекспіра (Херсонський обласний академічний музично-драматичний театр ім. М.Куліша, Україна);
- Краще сценографічне оформлення:
  - «Кайдаші 2.0» Н. Ворожбит (Дикий Театр, Україна);
- Кращий акторський ансамбль:
  - «Кайдаші 2.0» Н. Ворожбит (Дикий Театр, Україна);
- Краща чоловіча роль:
  - Віталій Бондарєв, вистава «Моня» Е. Севела (Театр Одеського розливу «ЛанжеронЪ», Україна);
- Краща жіноча роль:
  - Лариса Кадирова, вистава «Не плачте за мною ніколи» М. Матіос (Херсонський обласний академічний музично-драматичний театр ім. М.Куліша/ Національний академічний театр імені І.Франка (спільний проєкт), Україна);
- Краща чоловіча роль другого плану:
  - Сергій Мевша, вистава «Сон літньої ночі» В. Шекспіра (Херсонський обласний академічний музично-драматичний театр ім. М.Куліша, Україна);
- Краща жіноча роль другого плану:
  - Вікторія Кириченко, вистава «Сон літньої ночі» В. Шекспіра (Херсонський обласний академічний музично-драматичний театр ім. М.Куліша, Україна);
- Кращий акторський дует:
  - Віолета Мамикіна та Андрій Карай, вистава «Лавка» А.Гельмана (Миколаївський академічний художній російський драматичний театр, Україна);
- Віртуозне акторське партнерство:
  - Денис Фалюта, Владислав Костика, Валерія Задумкіна, вистава «Старі» А. Ніколаї (Театр на Чайній, Україна);
- Спеціальний приз «Захоплення» експертної ради фестивалю:
  - «Як папуги стали кольоровими» Ф. Шапіро та М. Пляцковського (Інклюзивний театр при Херсонській обласній універсальній науковій бібліотеці ім. О.Гончара «Звичайна роль — особливий актор», Україна).

## XXIII фестиваль (2021)
XXIII фестиваль «Мельпомена Таврії» відбувся у період із 3 по 11 вересня 2021 року, та пройшов під гаслом «Театр — це моє!» Кошторис фестивалю склав близько 3,5 млн гривень.
Конкурсна театральна програма складалась із показу 40 вистав колективів з Вірменії, Португалії, Туреччини та України; пройшли програми освітньої (майстер-класи, тренінги, лекції від провідних режисерів, сценаристів, хореографів та коучів) та літературної платформи (читки п'єс та зустрічі із драматургами, презентації книг та поетичних збірок, виступи аматорських музичних і театральних колективів, музикантів, а також — тематичні зустрічі із запрошеними авторами та діячами). Фестиваль відбувався у 20 локаціях (16 у Херсоні — велика сцена Театру ім. Миколи Куліша, театр-кафе, «Сцена під колом», «Сцена під дахом», Херсонський театр ляльок, бібліотека Гончара, бібліотека Херсонського державного університету, Обласний палац культури, «UrbanCAD»; дві у Миколаєві, по одній у Новій Каховці та в Олешківських пісках (спеціальна подія у колаборації із фестивалем «ГогольFest»)). Разом із «Театром 360 градусів» у артпросторі FREEDOM було проведено «Марафон 360 хвилин»: від театру до екрану, готуючись до локдауну.
До складу експертної ради фестивалю увійшли театральні та арткритики, режисери та культурні менеджери, діячі мистецтва: директор Миколаївського національного академічного українського театру драми та музичної комедії Микола Берсон (м. Миколаїв); режисер та актор Каха Гогідзе (Грузія); художній керівник Муніципального театру Малтепе, генеральний секретар Євразійської театральної асоціації Кубілай Єрделікара (м. Стамбул, Туреччина); театральний критик та журналіст Дмитро Єрмолович-Дащинський (Білорусь); арткритик Юрій Житняк (м. Херсон); засновник фестивалю театрів «Молоко» Михайло Журавель (м. Одеса); театральна критикеса Ксенія Кєлєбєрда (м. Херсон); телеведуча, Заслужена журналістка України Світлана Лєонтьєва (м. Київ); режисер Руї Мадейра (м. Брага, Португалія); Світлана Максименко (м. Львів); арткритикеса Юлія Манукян (м. Херсон); театральний критик та журналіст Юлій Швець (м. Київ). Голова експертної ради — театральний критик, заслужений діяч мистецтв України, доцент кафедри театрознавства Національного університету театру, кіно і телебачення імені І. Карпенка-Карого, завідувач відділу культурних стратегій, ініціатив та технологій Інституту проблем сучасного мистецтва Академії мистецтв України Сергій Васильєв (м. Київ).
За підрахунками організаторів, на фестивальних заходах XXIII фестивалю побували понад 15 тис. глядачів. Щоденники фестивалю виходили ресурсами чисельних засобів масової інформації, дописувачами соціальних мереж та на офіційних ресурсах Херсонського театру ім. Миколи Куліша. Спеціальний відеопроєкт «Аргумент на користь» вибору вистав вийшов в рамках ютуб-каналу «Театральна риболовля».
Підсумки театрального фестивалю
Номінації, присуджені експертною радою XXIII фестивалю:.
- Вистави великої сцени:
  - «Шинель» М. Гоголя (реж. Андрій Білоус, Київський національний академічний Молодий театр);
  - «Пейзаж» О. Бєльського (реж. Сергій Бєльський, Криворізький академічний міський театр музично-пластичних мистецтв «Академія руху»).
- Вистави камерної сцени:
  - «Чез Стріндберг: Найсильніший + Парія» А. Стріндберга. CTB — Companhia de Teatro de Braga (Португалія);
  - «Жили-були чиновники» К. Ірмака. Муніципальний театр Малтепе (м. Стамбул, Туреччина);
  - «Стусанина» А. Боровенського на основі текстів та біографії В. Стуса. Театральна спільнота DSP (м. Київ);
  - «Так казав Заратустра» за Ніцше/КЛІМом. Львівський академічний театр імені Леся Курбаса;
  - «Вай-Вай» Г. Ісраеляна. Театр «Форма» (Вірменія);
  - «Зозуля» за повістю В. Шевчука. Український малий драматичний театр (м. Київ).
- Режисура:
  - Андрій Білоус за вистави «Шинель» М. Гоголя, Київський національний академічний Молодий театр, та «Зозуля» за повістю В. Шевчука, Український малий драматичний театр (м. Київ);
  - Іван Уривський за виставу «Трамвай „Бажання“» Т. Вільямса, Національний академічний драматичний театр імені Івана Франка.
- Сценографія:
  - Борис Орлов, вистава «Шинель» М. Гоголя, Київський національний академічний Молодий театр;
  - Юлія Заулична, вистава «Механічний апельсин» Л. Лягушонкової, Дикий Театр (м. Київ);
  - Петро Богомазов, вистава «Трамвай „Бажання“» Т. Вільямса, Національний академічний драматичний театр імені Івана Франка;
  - Наталія Ягупова, вистава «Козак Мамай» Б. Чуприни, Херсонський академічний обласний театр ляльок;
  - Олексій Гавриш, вистава «Зозуля» за повістю В. Шевчука. Український малий драматичний театр (м. Київ).
- Костюм:
  - Ірина Лубська, вистава «Ромео & Джульєтта» В. Шекспіра, Луганський обласний академічний український музично-драматичний театр
  - Ольга Гоноболіна, вистава «Козак Мамай» Б. Чуприни, Херсонський академічний обласний театр ляльок.
- Музична вистава:
  - «Земля-Пісня» українські народні старовинні пісні. «Слово і голос» (м. Львів)
  - «Тіні забутих предків» М. Коцюбинського, Київський академічний театр українського фольклору «Берегиня»
- Музичне вирішення:
  - Мар'яна Садовська, вистава «Так казав Заратустра» за Ніцше/КЛІМом. Львівський академічний театр імені Леся Курбаса.
- Оригінальна музика до вистави:
  - Усеін Бекіров, вистава «Шинель» М. Гоголя. Київський національний академічний Молодий театр
  - Костянтин Яворський, вистава «Козак Мамай» Б. Чуприни, Херсонський академічний обласний театр ляльок.
- Акторська майстерність:
  - Борис Орлов за роль «А» у виставі «Шинель» М. Гоголя. Київський національний академічний Молодий театр;
  - Сергій Михайловський за роль Кирила у виставі «6,5» Л.Кудаєвої, А. Мая, Херсонський обласний академічний музично-драматичний театр імені Миколи Куліша;
  - Соланж Са за роль пані «Х» у виставі «Чез Стріндберг: Найсильніший + Парія» А. Стріндберга. СТВ — Театральна трупа Браги (Португалія);
  - Максим Руденко за роль Венсана Ларше у виставі «Ім'я» М. Делапорте, А. де ла Пательєре, Миколаївський національний академічний український театр драми і музичної комедії;
  - Петро Миронов за роль Гуски у виставі «Блаженний острів» М. Куліша, Київський академічний театр «Колесо»;
  - Данило Кіно за роль Собаки у виставі «Собачий вальс» Ю. Васюка, Театр на Михайлівській (м. Київ);
  - Сергій Петько за роль Колі у виставі «Хлібне перемир'я» С. Жадана, Київський академічний театр драми і комедії на лівому березі Дніпра;
  - Юрій Радіонов за роль Алекса у виставі «Механічний апельсин» Л. Лягушонкової, Дикий Театр (м. Київ);
  - Дмитро Усов за низку ролей у виставах «Механічний апельсин» Л. Лягушонкової, Дикий Театр (м. Київ), та «Чуваки не святкують, або Ukrainian» за творами Р. Горового. Театр «Ампулка» (м. Харків);
  - Ірина Рура за роль Крістенсен у виставі «Безхребетність» за п'єсою І. Лаузунд, Херсонський обласний академічний музично-драматичний театр імені Миколи Куліша.
- Акторський ансамбль:
  - Вистава «Ім'я» М. Делапорте, А. де ла Пательєре, Миколаївський національний академічний український театр драми і музичної комедії;
  - Вистава «Жили-були чиновники» К. Ірмака. Муніципальний театр Малтепе (м. Стамбул, Туреччина);
  - Вистава «7 розгніваних джентльменів» Дж. Стерджеса за мотивами «Сім самураїв», Київський академічний театр «Актор»;
  - Вистава «Блаженний острів» М. Куліша, Київський академічний театр «Колесо»;
  - Вистава «Хлібне перемир'я» С. Жадана, Київський академічний театр драми і комедії на лівому березі Дніпра;
  - Вистава «Я. Люблю. Тебе» Є. Резніченка та учасників вистави. Театральна лабораторія «Театр на Чайній» (м. Одеса);
  - Вистава «Зозуля» за повістю В. Шевчука, Український малий драматичний театр (м. Київ).
- Акторський дует:
  - Яна Татарова та Мар'яна Боднар у виставі «Москалиця» М. Матіос, Київський національний академічний театр оперети.
- Пластичне вирішення:
  - Ніна Колеснікова, вистава «Шинель» М. Гоголя. Київський національний академічний Молодий театр;
  - Миколай Миколайчик, вистава «MILOSC/Любов» тексти С. Екзюпері «Цитадель» і Л. да Вінчі, М. Миколайчика та акторів театру, Київський академічний театр «Золоті ворота»;
  - Максим Булгаков, вистава «Ромео & Джульєтта» В. Шекспіра, Луганський обласний академічний український музично-драматичний театр
- Спеціальна відзнака Експертної ради:
  - Влад Троїцький за візуальне вирішення перформансу «…30 із 40…» та опери «LE»;
  - За інноваційність репрезентації театру у сучасних умовах — проєкт «Камінний господар» Лесі Українки, «Театр 360 градусів» (м. Київ)
  - За просування цінності інклюзії в українському суспільстві та терапевтичну силу мистецтва вистава «Півень Хвалько» (реж. Ірина Корольова, Інклюзивний театр при бібліотеці ім. О. Гончара «Звичайна роль — особливий актор»);
  - За просування цінності інклюзії в українському суспільстві та терапевтичну силу мистецтва вистава «Хто росте в парку» К. Міхаліцина (реж. Катерина Лук'яненко, Київський національний університет театру, кіно і телебачення ім. І. К. Карпенка-Карого, кафедра мистецтва театру ляльок).

Літературна платформа
У межах фестивалю пройшли зустрічі із Русланом Горовим, Недою Нежданою, Олександром Ірванцем, Володимиром Некляєвим (Білорусь), Артемієм Кірсановим, Сергієм Дзюбою, Андрієм Курейчиком (Білорусь), Сергієм Лазо, Дмитром Овечкіним, Анатолієм Кичинським. Відбулася презентація аналітичного ілюстрованого журналу «Кіно-Театр», пройшли вечірні кінопокази українського кіно: «Погані дороги», «Мати Апостолів» та «Заборонений».
Освітня платформа
Програма освітньої платформи складалася із лекцій, майстер-класів та презентацій. Відбулися авторський майстер-класу для акторів «Пластичний театр» від режисерки, засновниця театральної студії «11», директора культурного центру «Печерськ» Влади Бєлозоренко; майстер-клас на тему «Як написати найкращу п'єсу в світі?» від білоруського драматурга, сценариста, режисера Андрія Курейчика; лекція про особливості продюсування театру в онлайн від Даші Малахової та Наталі Чижової («Театр 360 градусів»); тренінг на тему «Театральний маркетинг, якщо результат вас все ж цікавить» від театрального блогера, сертифікованого коуча, автора порталу «Театральна риболовля» Сергія Винниченка; лекція на тему «Театр про який ви не знали. Різні види сучасного театру» від засновниці та директора «Дикого театру» Ярослави Кравченко та майстер-клас із пластичного мистецтва від хореографа-постановника, танцюриста Костянтина Томільченка.

## XXIV фестиваль (2022)
З 10 по 19 червня відбувався XXIV Міжнародний театральний фестиваль «Мельпомена Таврії». Захід пройшов у заплановані ще попереднього року дні, попри повномасштабне вторгнення, задля підтримки херсонців, які перебувають в окупації, а також тих, які були змушені покинути свої домівки під лозунгом: «Мельпомена – голос Херсонщини»!
Вперше за роки існування міжнародний театральний фестиваль змінив формат – театри-учасники не везли вистави до Херсона, а показували їх на своїх майданчиках. Вистави окремих театрів, які не змогли здійснити показ наживо, у заплановані дату та час були опубліковані на офіційному YouTube-каналі «Херсонський театр Куліша». Їх можна проглянути і наразі.
Меценати, театри-учасники, глядачі та інші небайдужі збирали кошти на благодійний рахунок театру ім. М.Куліша на підтримку співробітників херсонського театру. Кожен театр-учасник виділяв певну кількість квитків для тимчасово переміщених осіб, які перебували у їхньому місті. Артисти Херсонського театру Куліша, які покинули домівки, відвідували фестивальні вистави в якості спеціальних гостей.
До участі у фестивалі долучилися 64 театри, 34 міста, 11 країн світу: Україна, Португалія, Чехія, Польща, Туреччина, Грузія, Німеччина, Румунія, Франція та вперше – Японія і США! «Мельпомену Таврії» гостинно приймав французький фестиваль «Festival in Extremis».

#### Освітня платформа
На фестивалі з 17 по 19 червня працювала Освітня платформа, у межах якої відбувались онлайн-лекції та майстер-класи. Цьогоріч спікерами були Сергій Винниченко, Дмитро Богомазов та Тетяна Шелепко. Усі події Освітньої платформи відбувалися за підтримки та в приміщенні ProEnglish Theatre Hub (Київ, Смоленська, 3).

#### Літературна сцена
У межах фестивалю з 11 по 18 червня працювала Літературна сцена, до якої долучились відомі закордонні та українські режисери, драматурги, письменники та музиканти. Зустрічі проходили наживо у різних куточках світу та онлайн. Учасниками були: Дон Нігро (США), Надія Теленчук (Німеччина), Андрій Курейчик (Білорусь-США), Макс Кідрук, Василь Кузан, Тетяна П’янкова (Україна-Австрія), Юлія Бережко-Камінська, Сашко Обрій, Неда Неждана, Ярина Каторож, Віктор Янкевич, Надія Гармазій, Степан Манукян та Анна Шеррі. Також було створено окремий блок «Літературні голоси Херсона» (ініціатор – Михайло Журавель), у межах якого виступали Юрій Журавель, Сергій Дзюба, Віталій Запека, Олександр Терещенко, Антон Сенченко та Максим Парфіненко. Зустрічі з ними відбувалися в різних містах України, інформація ж про їхнє проведення з’являється постфактум (задля убезпечення учасників, більшість з яких – бійці та волонтери).
Останнім заходом платформи Літературна сцена: P.S. стала дискусія про літературний, культурний та соціальний феномен «РОЗСТРІЛЯНЕ ВІДРОДЖЕННЯ: від Херсона до Харкова і ніколи знову». Спікери: Ярина Цимбал, Алекс Боровенський, Анабель Рамірес. Модерувала Віра Карасьова.

#### Мельпомена P.S.
«Мельпомена Таврії» продовжувалась ще кілька місяців – відбувались покази вистав під лозунгом фестивалю.

## XXV фестиваль (2023)
XXV Міжнародний театральний фестиваль «Мельпомена Таврії» пройшов із 8 до 16 вересня під гаслом «Ми вдома». Працювали home program у Херсоні в безпечному місці, а також guest program в інших містах країни та закордону на сценах театрів-учасників.
25-й фестиваль 8-го вересня відкрили відразу 25 театрів показами 26 вистав на 26 різних сценах!
У межах фестивалю було заплановано 70 показів 66 вистав 68 театрів, натомість відбулося 75 показів 69 вистав 68 театрів. Географія фестивалю: Португалія, Туреччина, Словаччина, Німеччина та Україна. Херсонський театр Куліша до відкриття фестивалю підготував прем’єру – виставу «Позивний "Горобчик"» за п’єсою Наталки Ворожбит «Погані дороги». Режисер – заслужений діяч мистецтв України Сергій Павлюк. У ролі Наташі – заслужена артистка України Тетяна Проворова. Показ відбувся в #артхаб_в_укритті. Також цього дня у Києві в Мистецько-концертному центрі ім. Івана Козловського відбулась ще одна прем’єра-спільний проєкт Херсонського театру й Project Art Theater – вистава «Джива» за п’єсою Анатолія Матвійчука. Режисерка – Надія Агєєва-Швед.
Відбувалися масштабні пресконференції у Києві та Одесі. Пройшов спільний захід із благодійним фондом «Бібліотечна країна» та видавництвом «Саміт-книга» у межах KyivBookFest в Pochayna Event Hall – дискусія «Культурна деокупація українських територій». Спікерами були Ростислав Карандєєв, Тарас Кремінь, Діана Трима, Юлія Бережко-Камінська та Олександр Гунько. Модератор – Альона Мовчан.
Працювали літературна сцена в 6 містах – Херсоні, Одесі, Києві, Львові, Кропивницькому, Ганновері (Німеччина) та вперше в історії фестивалю (завдяки ідейникам із ГО «Десяте квітня») музична платформа в Херсоні, Одесі та Миколаєві. У їхніх межах виступили 37 письменників, художників, співаків та музикантів, а також 11 рок-гуртів.
Фестивальні вистави відвідували театральні критики та журналісти, які після перегляду писали відгуки у соцмережах або у різних виданнях.
Інформаційними партнерами були ЗМІ: «Суспільне Херсон», «Суспільне Миколаїв», «Суспільне Одеса», «Суспільне Кропивницький», «Суспільне Львів», «Суспільне Мовлення», «Дім», «Херсон плюс», «Радіо Культура», «Радіодім», «Кіно-Театр», «Новий день», «Україна молода», «Високий замок», «Гривна», «Український південь», «Одеське життя», «Journalist», «Місто сонця», «Переможенька», «Best in Kherson», «Music-review Ukraine», оф. сторінки Національної спілки театральних діячів України.
Фестиваль  відбувався за підтримки проєкту Агентства США з міжнародного розвитку USAID «Зміцнення громадської довіри (UCBI)».

## XXVІ фестиваль (2024)
XXVI Міжнародний театральний фестиваль «Мельпомена Таврії» відбувався у Херсоні, Миколаєві та Києві з 7 до 16 вересня під гаслом #культура_відродження.
За час фестивалю відбулося 28 показів вистав, 5 з яких були в Херсоні, 20 в Миколаєві та 2 в Києві, а також у польському місті Легниці пройшов спеціальний показ від театру-друга фестивалю. До фестивалю долучилися місцеві театри, театральні та творчі колективи з різних куточків України: Києва, Львова, Одеси, Луцька, Запоріжжя, Дніпра, Кривого Рогу, Мукачева і навіть із окупованого Маріуполя – загалом 21.
Також пройшло 10 заходів (9 основних та один додатковий) у межах Освітньої платформи, 6 – Літературної та 4 – Музичної (2 основні та 2 додаткові).
Події відбувалися у Херсоні в артхабі в укритті, в Миколаєві на сценах Миколаївського академічного художнього драматичного театру, Миколаївського національного академічного українського театру драми та музичної комедії, Миколаївського академічного обласного театру ляльок, ДОФ Центру та Миколаївського фахового коледжу культури і мистецтв Миколаївської обласної ради, а також у Києві на сцені Національного академічного драматичного театру ім. І. Франка. Окремі заходи пройшли онлайн.
Загальна кількість відвідувачів заходів склала 8045 осіб.
Про фестиваль було згадано рекордну кількість разів за всі роки існування – 1007. Загальна кількість оригінальних згадок – 335. Це радіо, телебачення, газети, сайти та соцмережі ЗМІ: Інтент, Укрінформ, Інше тв, Суспільне. Херсон, Суспільне. Миколаїв, Радіо Культура, Новий день, Гривна, I-UA.tv, Український південь, Україна молода, Music-review Ukraine, ТРК МАРТ, Радіо Х.ON, Радіо ДІМ (анонси на радіо "Радіодім", "Хіт Fm", "Наше радіо", "Релакс", "Люкс Fm", "Максимум", "НВ"), Громадське місце Миколаїв, Миколаївська правда, Суспільне мовлення, Вгору, Вечірній Миколаїв, Нова Каховка city, Новини N, ТСН 1+1, Кавун City, Гречка, Театральна риболовля, Миколаївські новини, Свідок інфо, Суспільне Кропивницький, Точка доступу, Місто сонця, Переможенька, Херсон online,  best_in_kherson, NewDay ua, Херсон плюс, Арткавун, МКІП, Департамент культури КМР, НСТДУ, Департамент реалізації гуманітарної політики ХОДА, Культура Херсона, театри-партнери, журналісти, блогери, благодійники, митці, інші діячі.
Фестиваль відбувався за підтримки проєкту Агентства США з міжнародного розвитку USAID «Зміцнення громадської довіри (UCBI)».